# Чечня
Чечня́ (чечен. Нохчийчоь), официальное название — Чече́нская Респу́блика (чечен. Нохчийн Республика)  — субъект Российской Федерации, республика в её составе. Располагается на востоке Северного Кавказа. Площадь — 16 171 км². С севера на юг простирается приблизительно на 170 км, с запада на восток — приблизительно на 100 км. Граничит со следующими субъектами РФ: на западе — с Ингушетией, на северо-западе — с Северной Осетией и Ставропольским краем, на северо-востоке, востоке и юго-востоке — с Дагестаном; на юго-западе и юге ЧР граничит с Грузией.
Входит в Северо-Кавказский федеральный округ, является частью Северо-Кавказского экономического района.
Согласно изменениям в Конституции Российской Федерации — России (РСФСР) 1978 года, образована 9 января 1993 года. После военных действий в ЧР был проведён референдум, на котором, 23 марта 2003 года, население большинством голосов высказалось за нахождение в составе РФ.
Глава Республики — Р. А. Кадыров (с 2007), Председатель Правительства — М. Х. Даудов (с 2024), Председатель Парламента — Ш. В. Жамалдаев (с 2024). ЧР является республикой в составе РФ.
Население составляет более 1,5 млн человек, столица — Грозный. Государственные языки: чеченский и русский. Часовая зона МСК, смещение относительно UTC составляет +3:00.

## Этимология
В русском языке название субъекта РФ образованного на основной территории проживания чеченцев сегодня известно как «Чеченская Республика» или «Чечня». Этимология названия связана с русскоязычным экзоэтнонимом «чеченцы» и восходит к началу XVIII века (существуют утверждения и о более раннем возникновении этнонима).
Наименование республики на чеченском языке — Нохчийн Республика или Нохчийчоь. Национальное название связано с эндоэтнонимом чеченцев — нохчий. В литературе также встречаются другие названия: в VII веке — Нахчемат — «страна нахче», то есть чеченцев, в XIII веке — «страна нахчу», «Чечения», «Дзурдзукети», «Кистия», «Кистетия», «Кистинская земля».

## География
ЧР располагается на юге Европейской России — в восточной части Северного Кавказа, регион иногда выделяют как Северо-Восточный Кавказ. Протяжённость границы Чеченской Республики составляет 841 км. Площадь республики — 16 171 км², до 2018 года различные источники давали различные сведения о её площади в связи с тем, что окончательно не была установлена граница между Чеченской Республикой и Республикой Ингушетия,от 15,6 тыс. км² в БРЭ издания 2017 года указывалось до 17,3 тыс. км. 26 сентября 2018 года глава Ингушетии Ю.-Б. Б. Евкуров и глава Чечни Р. А. Кадыров подписали соглашение об установлении границы между республиками, после чего площадь стали указывать точнее. С севера на юг Чечня простирается приблизительно на 170 км, с запада на восток — приблизительно на 100 км. Граничит со следующими субъектами РФ: на западе — с Ингушетией (153 км 400 м), на северо-западе — с Северной Осетией(13 км 300 м) и Ставропольским краем (119 км 300 м), на северо-востоке, востоке и юго-востоке — с Дагестаном (471 км); на юго-западе ЧР граничит с суверенным государством — Грузией (84 км).

### Геология и рельеф

Физическая карта Чеченской Республики

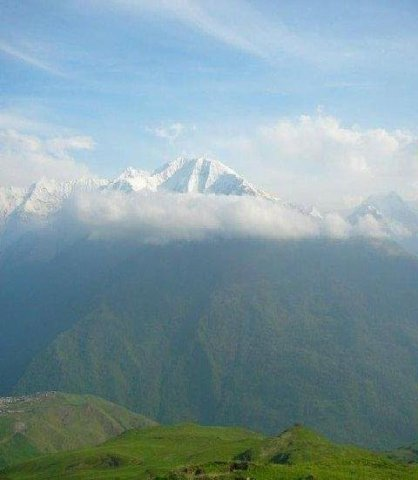
Высшая точка Чечни — горная вершина Тебулосмта (фото 2009 г.).

В геоморфологическом отношении на территории Чечни выделяют три крупные структуры (с севера на юг) — Предкавказье, Предгорье и Большой Кавказ; в более конкретном смысле по характеру рельефа территорию республики разделяют на четыре части — Терско-Кумскую низменность, Терско-Сунженскую возвышенность, Чеченскую равнину и Горную Чечню.
Северная часть ЧР — от северной границы республики до долины реки Терек — равнина, являющаяся южной составной частью Терско-Кумской низменности (здесь находится южная часть Ногайской степи), которая, в свою очередь, часть обширной Предкавказской равнины. Плоскость постепенно понижается на восток — к Прикаспийской низменности, на которую немного «заходит» северо-восточный угол республики (этот участок ниже уровня Мирового океана). На юге Терско-Кумской низменности расположен Притерский песчаный массив, в его рельефе преобладают грядовые пески, протянувшиеся в широтном направлении, совпадающем с господствующими ветрами.
Южнее долины Терека по территории ЧР проходит бо́льшая часть Терско-Сунженской возвышенности, состоящей из двух антиклинальных складок невысоких хребтов, протянувшихся в широтном направлении — Терского и Сунженского (разделены узкой Алханчуртской долиной). Восточную часть Терского хребта выделяют в отдельный Брагунский хребет и, далее восточнее, в Гудермесский хребет; восточную часть Сунженского хребта выделяют в отдельный Грозненский хребет. Все хребты имеют мягкие и округлые очертания.
Между Терско-Сунженской возвышенностью и передовыми хребтами Кавказа лежит плодородная Чеченская равнина — наиболее густонаселённая и освоенная территория ЧР (является частью Терско-Сунженской равнины, на западе которой, за пределами ЧР, выделяют Осетинскую наклонную равнину). Равнина постепенно снижается в северо-восточном направлении с 350 м до 100 м, её поверхность рассечена долинами многочисленных рек, пересекающих её в меридиональном направлении; в понижениях и долинах рек сохранились незначительные участки леса.
Южная часть ЧР, так называемая Горная Чечня, лежит на участке северного склона системы Большого Кавказа (горная страна — Кавказские горы). Для неё характерно такое же орографическое разделение, как и для всего северного склона Кавказа — четыре основных хребта (помимо множества локальных горных ответвлений), протянулись параллельно к северу от Большого Кавказского хребта; первые три — это Передовые хребты — Лесистый (в Чечне известен как Чёрные горы), Пастбищный и Скалистый. Южная граница республики проходит по отрезку четвёртого параллельного хребта — Боковому (в ЧР совпадает с государственной границей РФ, здесь находится самая высокая вершина Восточного Кавказа — Тебулосмта, 4492 м), а также по небольшому Андийскому хребту — отрог Большого Кавказского хребта в северо-восточном направлении (граница ЧР с Дагестаном). Хребты во многих местах рассечены глубокими ущельями с потоками бурных рек.
Горные вершины Чечни свыше 4000 метров:
- Тебулосмта (чечен. Тӏуьйли-лам, Дакиех корта, Дакиех лам[20]) — 4493 м
- Диклосмта (чечен. Дуьхьалха корта[20]) — 4285 м
- Комито (чечен. Доттах-Корта[21]) — 4262 м
- Доносмта (чечен. Донойн-Лам[20]) — 4174 м
- Маистисмта (чечен. Мӏайстойн-Лам[20]) — 4082 м

Галерея
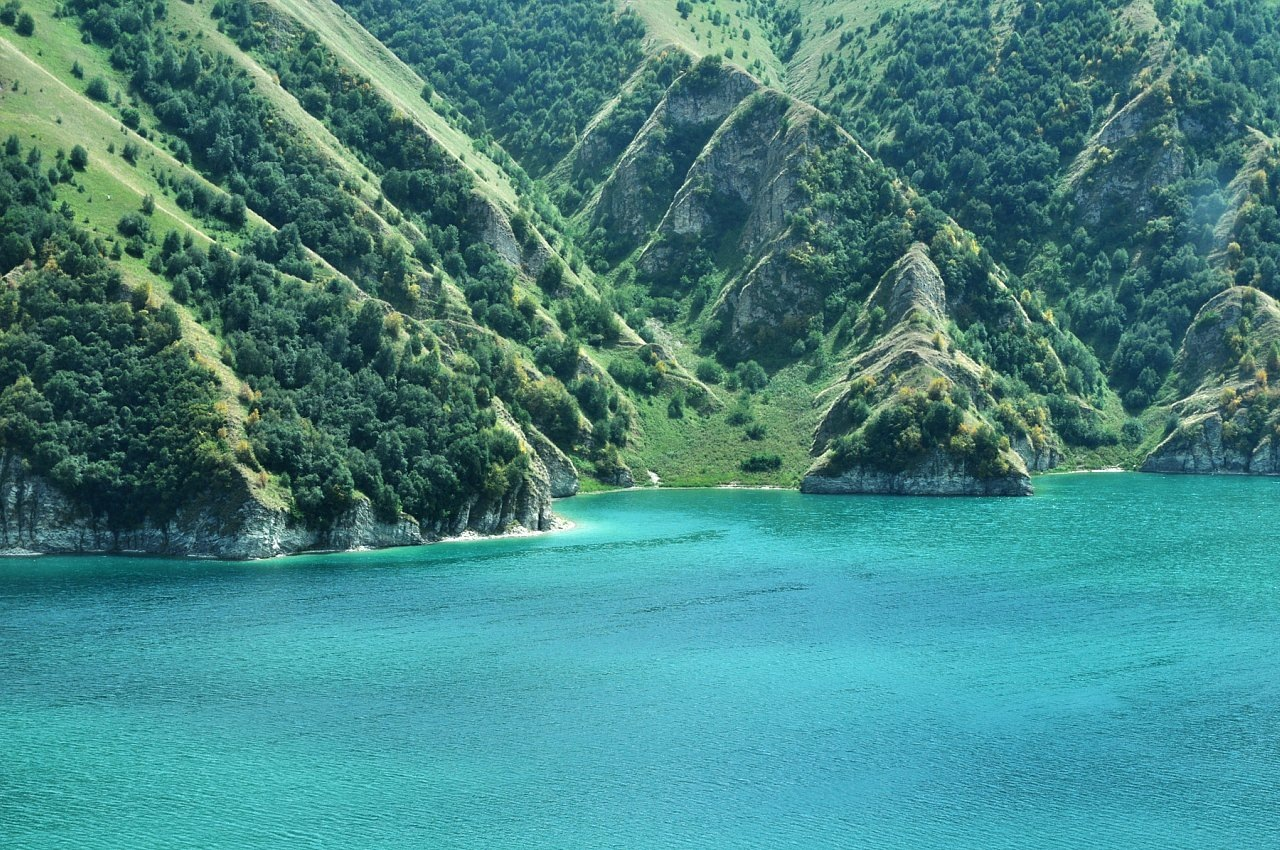
Кезенойам
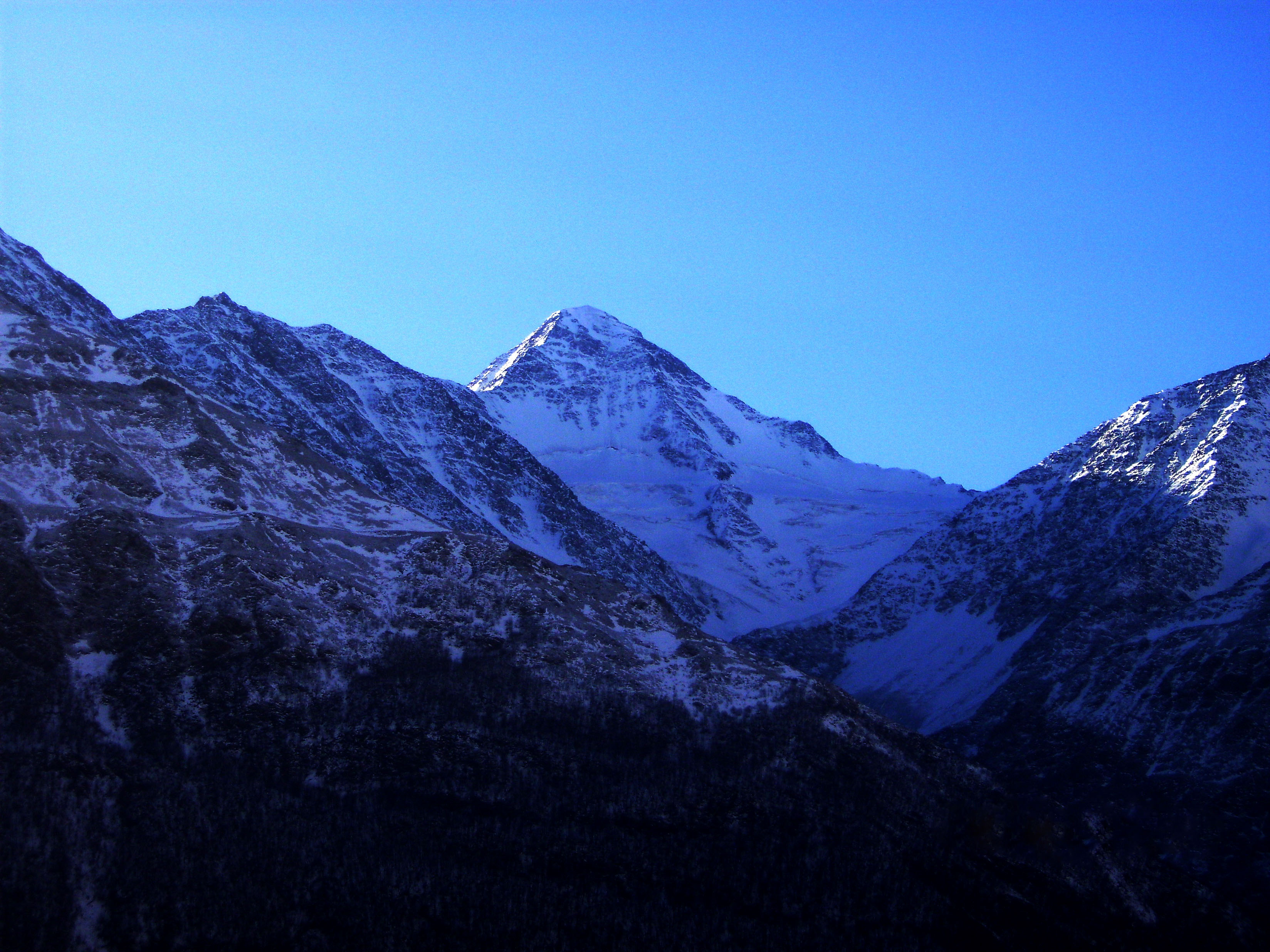
Гора Комито
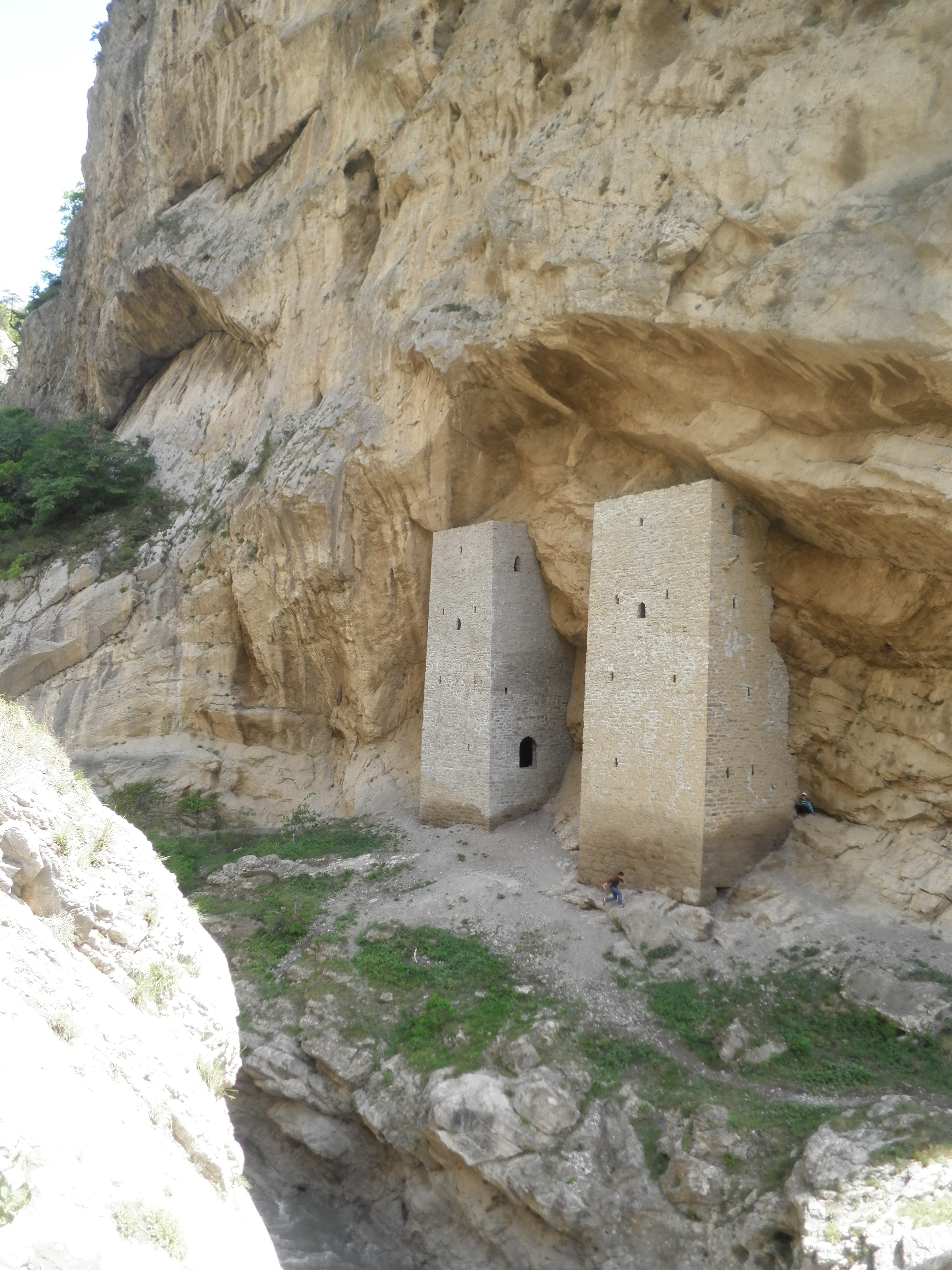
Ушкалойские башни
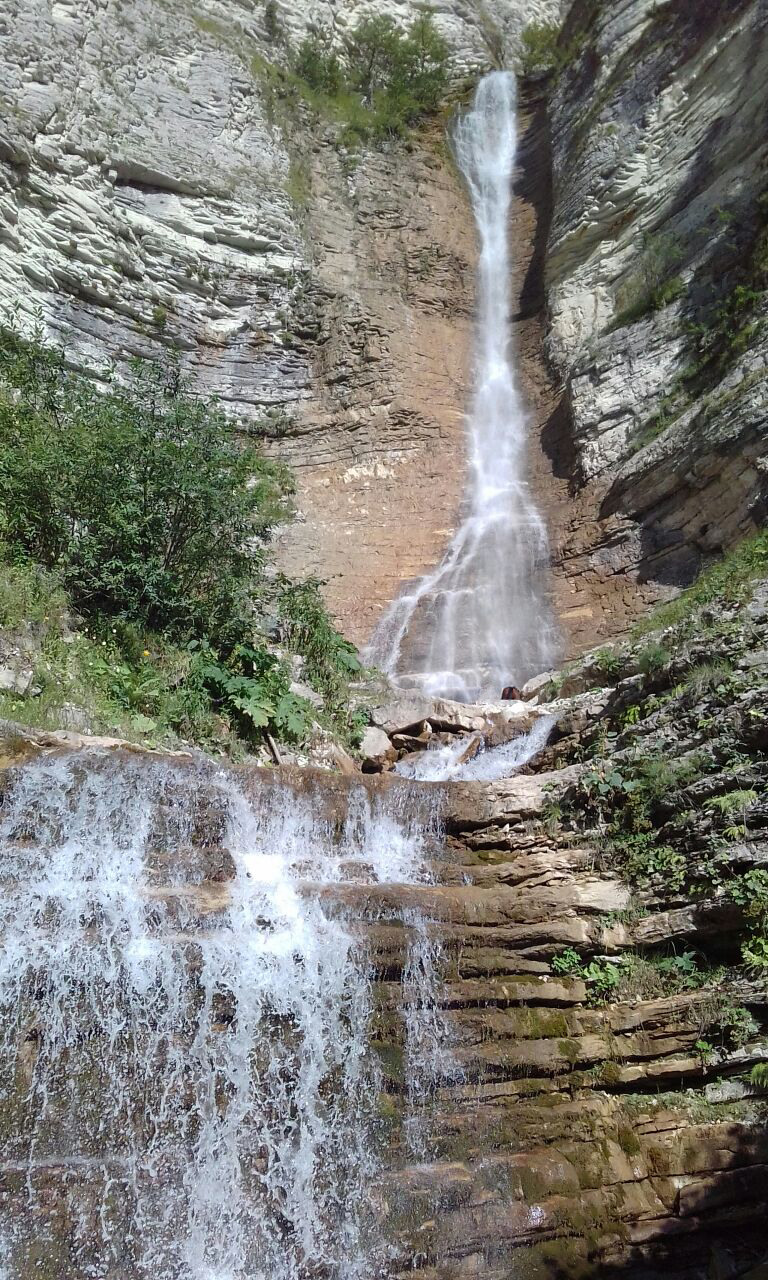
Нохчкелойский водопад
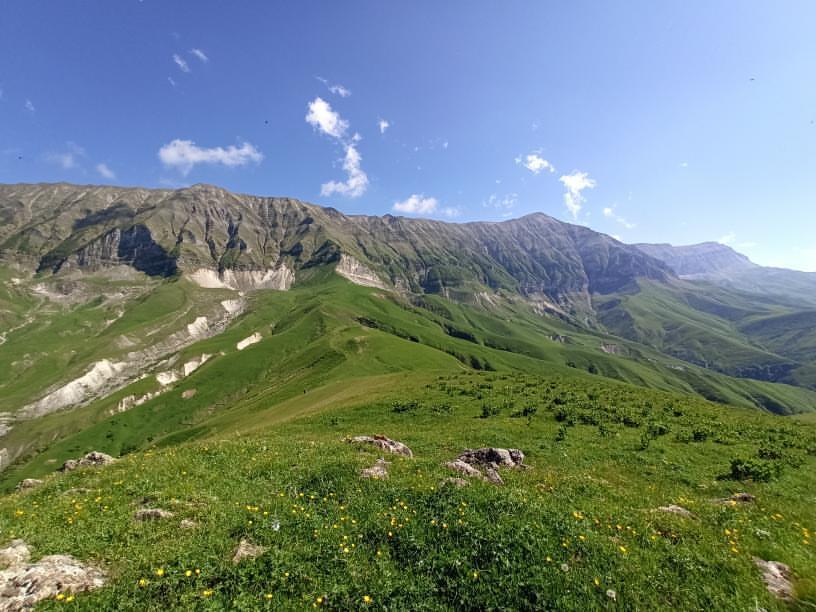
Гендаргной-лам
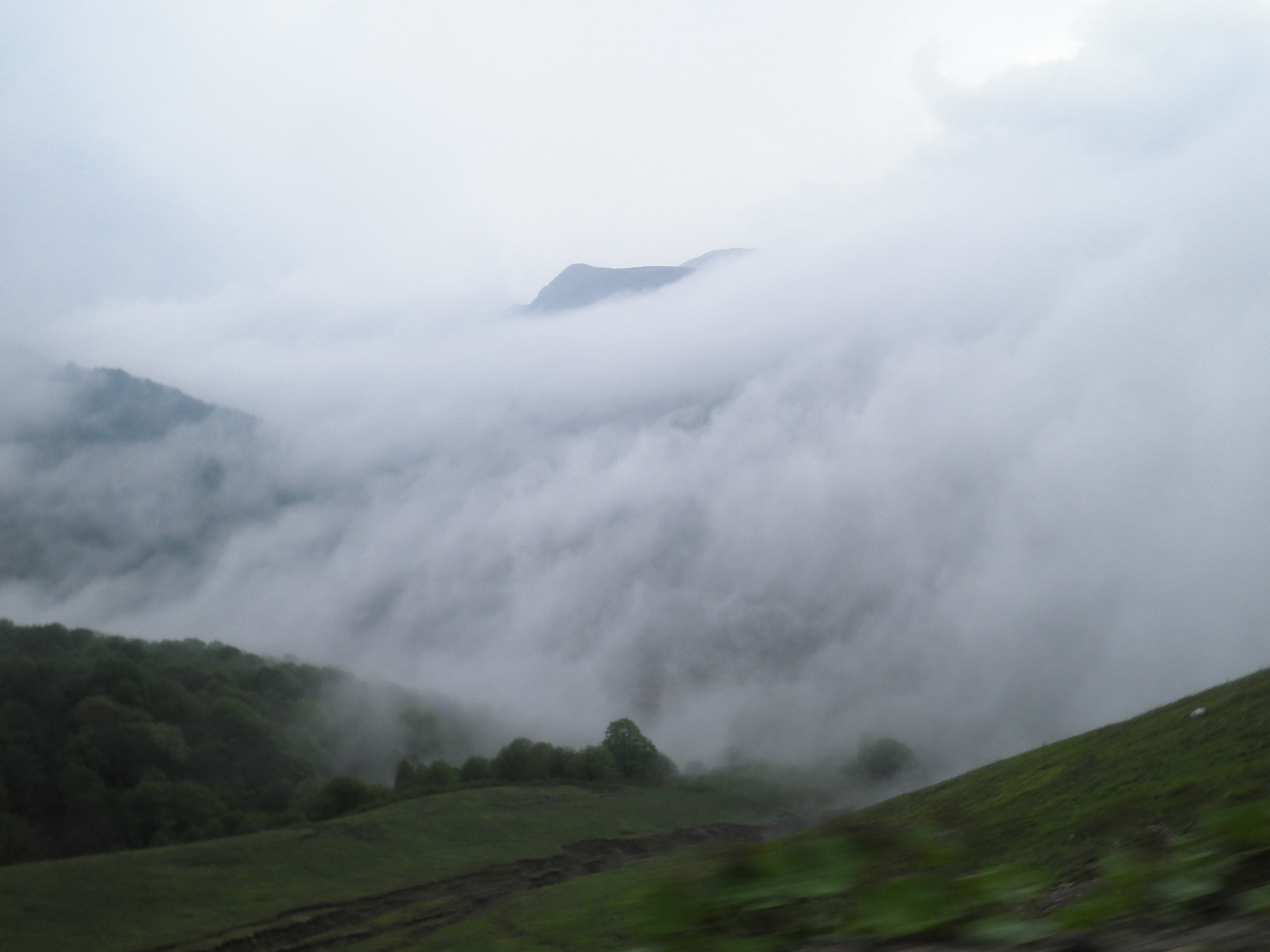
Горы Чечни
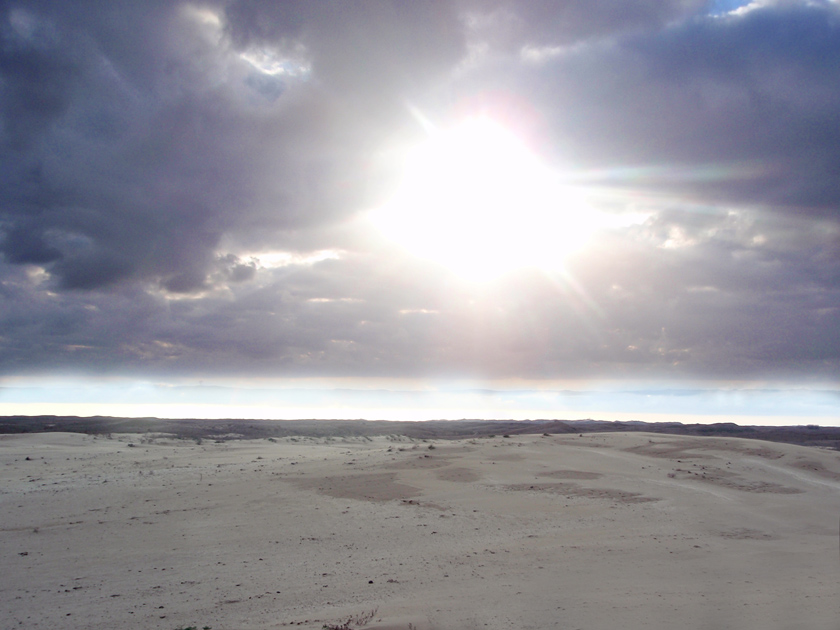
Пустыни Чечни

### Природные зоны и климат
Сравнительно небольшая по площади республика отличается разнообразием природных зон: с севера на юг ландшафт сменяется с полупустыни на степи и, ближе к горам, лесостепи; южнее начинается пояс горных лесов, за границей леса переходящий в горно-луговую зону, а ещё южнее находятся горные хребты, поднимающиеся выше снеговой линии — нивальный пояс, вершины здесь покрыты ледниками и вечными снегами. Вертикальная зональность, выраженная сменой природных ландшафтов на склонах гор от подножия к вершинам, — характерная черта для подобных горных регионов (причиной является изменение с высотой температуры воздуха, влажности, осадков и прочее).
Полупустыня охватывает Терско-Кумскую низменность, за исключением её южной части, примыкающей к долине реки Терек. Климат здесь засушливый (300—350 мм осадков в год), лето жаркое и знойное (среднемесячная температура июля +24— +25 °C), характерны ветра суховеи, дующие со стороны Казахстана. Высокие летние температуры и большая сухость воздуха приводят к тому, что испарение влаги превышает количество выпадающих осадков. Зима здесь малоснежная, продолжительность — около четырёх месяцев (средняя температура января −3— −3,5 °C). При вторжении холодных масс воздуха с севера или северо-востока бывают снежные бураны с заносами и морозами до −32 °C. Часто после оттепелей наступают морозы, что приводит к гололедице.
Зона степи включает полосу левобережья Терека, восточную часть Терско-Сунженской возвышенности и северную окраину Чеченской равнины. Выпадение осадков 400—450 мм в год, лето жаркое — средняя температура июля +23— +24 °C. Зима мягкая, средняя температура января −3,5— −4 °C.
К лесостепной зоне относится большая часть Чеченской равнины и западная часть Терско-Сунженской возвышенности. Осадков выпадает около 500—600 мм в год, увеличение количества осадков в лесостепи по сравнению со степной зоной объясняется непосредственной близостью гор. На температуру здесь оказывает заметное влияние различной высоты отдельных участков над уровнем океана, средняя температура июля — +21...+23 °C, января — −4— −5 °C.
Горно-лесная зона включает Лесистый хребет и нижние части северных склонов Пастбищного, Скалистого и Бокового хребтов. Верхняя граница пояса — 1800 м, в некоторых местах повышается до 2000—2200 м. Климат этой зоны изменяется в зависимости от высоты, условно его можно разделить на два пояса: нижний (до 1200 м) и верхний (1200—1800 м). Выпадение осадков в нижнем поясе — от 600 до 900 мм в год, средние июльские температуры изменяются в пределах от +18 °C до +22 °C, а январские — от −1 °C до −12 °C. В верхнем поясе осадков выпадает больше — 900 мм в год, температура в июле — +18 °C, в январе — −12 °C.
Зону горных лугов подразделяют на три полосы: субальпийскую (1800—2700 м), альпийскую (2700—3200 м) и субнивальную (3200—3800 м). Климат в этой зоне умеренно-холодный, лето прохладное, осадков выпадает 700—800 мм в год. Средняя температура июля у нижней границы зоны составляет +14 °C, а у верхней — +4 °C. Зима продолжительная и снежная. В субальпийском поясе осадков больше, чем в альпийском, но в субальпийском поясе встречаются места (на южном склоне Скалистого и Андийского хребтов), где осадков выпадает менее 500 мм.
На территории ЧР нивальная зона включает вершины Бокового хребта. Это область снегов и оледенения, климат здесь холодный, часто дуют сильные ветры, вызывающие метели. Осадки выпадают преимущественно в виде снега. Ежегодно твёрдых осадков выпадает больше, чем их расходуется, избыток снега уходит за пределы зоны в виде лавин или ледников. Средняя годовая температура — около 0 °C.

### Почвы
Для Терско-Кумской низменности, в частности для Притерского песчаного массива, распространёнными являются светло-каштановые почвы, для которых, в связи с жарким климатом и ветрами суховеями, характерно сильное иссушение. Почвы здесь находятся на различных стадиях развития и присутствуют в различных переходных формах — от сыпучих песков, почти не затронутых процессами почвообразования, до сформировавшихся глубоко гумусированных песчаных почв. Важную роль играет их механический состав: так глинистые породы в условиях засушливого климата подвержены засолению (на них обычно формируются почвы и растительность близкие к пустынному типу), а у песчаных почти не наблюдается засоления (на них почвы и растительность ближе к степному типу). В восточной части, вблизи границы с Дагестаном, встречаются светло-каштановые солонцеватые почвы с пятнами солончаков, а по старицам Терека — луговые и лугово-болотные солонцеватые почвы.
Почвы на равнинах — преимущественно луговые. На более возвышенных участках — чернозёмы, в долинах рек — болотно-луговые, в горах — горно-лесные и горно-луговые.

### Полезные ископаемые
Основными видами полезных ископаемых Чечни являются нефть и природный газ. Местное население издавна использовало нефть из естественных выходов на поверхность для бытовых нужд — освещения и смазки телег. Основные месторождения нефти и газа республики расположены на Терско-Сунженской возвышенности.
Первоначально нефть добывалась из кайнозойских отложений. Но при бурении разведочных скважин в 1956 году были обнаружены залежи в мезозойских породах. По составу нефть республики преимущественно парафинистая, с высоким содержанием бензина.
В Чечне имеются месторождения строительных материалов. В долине Аргуна близ Ярышмарды были обнаружены большие залежи мергеля, являющегося ценным сырьём для изготовления цемента. В 1974 году на базе этого месторождения был построен Чири-Юртовский цементный завод.
Между селениями Шатой и Итум-Кали имеются крупнейшие на Северном Кавказе запасы гипса. На Терско-Сунженской возвышенности и в Чёрных горах есть залежи строительных песков, а также чистых кварцевых песков, являющихся сырьём для изготовления стекла. На Чеченской равнине имеются большие запасы гравия, кирпичной и черепичной глины. В Шатойском районе есть залежи минеральных красок (охра, колькотар).
В республике имеется большое число термальных источников, которые могут использоваться для отопления жилого фонда и тепличного хозяйства. В Грозном в советское время был построен тепличный комбинат, использующий тепло горячих источников.

### Гидрография
Реки
Реки на территории республики распределены неравномерно. Горная часть имеет густую разветвлённую речную сеть, на Терско-Сунженской возвышенности и в районах к северу от Терека рек нет. Почти все реки Чечни относятся к бассейну р. Терек. Исключение составляют Аксай, Ямансу и Ярыксу, относящиеся к системе реки Акташ.
Наиболее крупными реками на территории ЧР являются Терек (в пределах ЧР 218 км), Сунжа, Аргун, имеющие ледниковое питание с половодьем в летний период. Для большинства рек типично весенне половодье и летние дождевые паводки.
Основные реки:
- Джил-Джоль,
- Терек,
- Сунжа,
- Аргун,
- Шароаргун,
- Гехи,
- Хулхулау,
- Аксай,
- Мартан,
- Гумс,
- Ямансу,
- Ярыксу,
- Шалажа,
- Нетхой,
- Мереджи,
- Рошня,
- Мичик,
- Фортанга,
- Асса,
- Чемульга.

Для орошения и обводнения Ногайской степи и Чёрных земель построен Терско-Кумский магистральный канал.
Озёра
- Озеро Кезенойам (чечен. Къо́ьвзанан Іам, чечен. КӀе́зной-Ӏам) (Веденский район) — самое большое и глубокое озеро на Северном Кавказе;
- Озеро Галанчеж (чечен. Галайн-Іам) — Галанчожский район;
- Озеро Гехи-Ам (чечен. Ги́хтой-Іам) — Ачхой-Мартановский район;
- Озеро Че́нтий-ам (чечен. Чӏаь́нтий-Іам) — Итум-Калинский район;
- Озеро Ургюххой-ам (чечен. Іуь́ргюххой-Іам) — Шатойский район;
- Озеро Черкасское — Шелковской район;
- Озеро Большое — Шелковской район;
- Озеро Солёное — Шелковской район;
- Озеро Чеченское — Наурский район;
- Озеро Капустино — Наурский район;
- Озеро Майорское — Наурский район;
- Озеро Генеральское — Наурский район;
- Озеро Безином (чечен. Бе́зик-Іам) — Шатойский район;
- Озеро А́мга  (чечен. Іа́мга) — Шаройский район.

Водопады
- Аргунские водопады
- Шаро-Аргунские водопады
- Гехинские водопады
- Аксайские водопады
- Хулхулойские водопады

### Животный и растительный мир
Полупустыня. По составу растительных форм относится к переходной зоне от степей юга Восточной Европы к пустыням Средней Азии. Летом происходит периодическое выгорание растительности, на которую губительно действует высокая температура и иссушающие ветра суховеи. Травяной покров сильно разрежен, растут пустынные засухоустойчивые полукустарники — полынь, кохия и другие, из представителей среднеазиатских пустынь встречаются верблюжья колючка, песчаная полынь, песчаный овёс и другие, также произрастают типичные для степей дерновидные злаки — типчак, ковыль и другие. В восточной части полупустыни ЧР на засолённых почвах сформировались полынно-солянковые группировки: полынь, камфоросма, свода, различные солянки
Животный мир горных лесов Чечни богат и разнообразен. Самый крупный зверь — медведь, обитающий в глухих лесах и узких, заваленных буреломом, скалистых ущельях. На опушках и лесных полянах можно встретить косулю. Много в лесах диких кабанов. В глухих балках живёт лесной кот, изредка встречается рысь; в горных лесах обитают волк, лисица, заяц, олень, серна, лань, куница лесная и каменная, шакал, барсук, ласка. В горных лесах водится достаточно много птиц. Здесь живут зяблики, пеночки, синицы, снегири, поползни, дятлы, дрозды, сойки, совы:42.

### Хозяйственная деятельность
Терско-Кумская низменность (полупустыня). Для борьбы с летней засухой здесь создают полезащитные полосы, выращивают лес на песках, строят оросительные и обводнительные каналы. Зимой небольшой снежный покров позволяет содержать в течение зимы на подножном корму отары овец. Овцы, разгребая рыхлый снег, легко добывают себе корм. Но снежные заносы и гололедица — бич для скотоводов. Чтобы избежать падежа овец от бескормицы, на зимних пастбищах создаются страховые запасы кормов.

## История

### Древняя история

#### Каменный век
На территории Чечни обнаружены следы обитания человека в период палеолита, неолита. В юго-восточной части республики были обнаружены предметы мустьерской эпохи, стоянки мустьерской культуры зафиксированы архиологами вблиз селений Хой, Макажой, Ведено. Вблиз селений Хой, Макажой, Орсой, Балансу, Зандак обнаружены изделия каменного века, в основном из кремня.

#### Бронзовый век
На территории Чечни изучен ряд памятников эпохи бронзы: Гатынкалинский могильник в горной части Чеченской Республики, Мекенские курганы на Тереке, Бамутский могильник в предгорной части республики, Дайское погребение и др. Также обнаружены каменные топоры у Ножай-Юрта, Шуани, Беноя, Сержень-Юрта, наконечник гарпуна у Гудермеса, каменная булава в Грозном, подвески в районе села Бачи-Юрт.
В экспедиции в Ахматовском районе Грозного были исследованы 24 погребения курганного могильника, которые отнесены учёными к разным периодам эпохи бронзы и сарматскому времени. Курганный могильник «Родина—1» был сооружён в первой половине 3-го тысячелетия до н. э. Могильник использовался с раннебронзового века до эпохи средней бронзы. Часть из погребений относятся к сапматскому времени (II век до нашей эры — I век нашей эры). Погребальные сооружения представлены ямами и катакомбами. Помимо керамических сосудов, стеклянных и каменных бус, золотой подвески обнаружены и другие находки:
- кинжал с прямым перекрестием и кольцевым навершием — не ранее второй половины II века до н. э.
- бронзовая фибула — I—III века н. э.

### Средневековье
Чеченская Республика богата средневековыми погребальными памятниками разного типа: грунтовые ямы, катакомбы, каменные ящики и гробницы, подземные, полуподземные и надземные склепы, пещерные погребения.

### Кавказская война

#### Предыстория
Начало Кавказской войны тесно связано с событиями, протекавшими за десятилетия ранее до её начала. В интересах Российской Империи было — укрепить южные рубежи государства, где по соседству располагались Османская Империя и Персия. Многие жители Северного Кавказа в целом, и чеченцы в частности, пытались сохранить свою самостоятельность, не желали над собой иноверной власти, не приемлили законы и порядки царской России. Установить дружеские добрососедские связи были с обеих сторон, чеченцы и русскими казаки, поселившимися по соседству с ними, в первое время выстроили хорошие отношения, вели торговлю, казаки заимствовали у горцев некоторые обычаи, тип одежды, снаряжения. Со временем, политическая обстановка отразилась и на их мирном сосуществовании. После присоединения к России некоторых закавказских областей появилась потребность укрепления царской власти на Северном Кавказе.

#### Терская область
В феврале 1860 г. была образована Терская область, куда входили Чеченский, Аргунский и Ичкерийские округа и Ауховское наибство. Некоторые чеченцы были в составе Кумыкского округа, некоторые чеченцы, в частности общества мелхистинцев и майстинцев, были включены в состав Тианетского уезда Тифлисской губернии Грузии. Часть же чеченцев (мереджинцы, аккинцы и др.) были отнесены в состав Ингушевского округа, но к 1866 г. их перевели в Аргунский «вследствие одноплеменности с населением последнего».

### Период после распада СССР

#### Чеченская революция 1991 года и провозглашение независимости. Распад ЧИАССР
После начала перестройки в середине 1980-х годов во многих республиках СССР (в том числе и в Чечено-Ингушетии) активизировались национальные движения. В ноябре 1990 года в Грозном прошёл Первый Чеченский Национальный Съезд, на котором был избран Исполком Общенационального конгресса чеченского народа (ОКЧН). ОКЧН ставил своей целью выход Чечни не только из состава РСФСР, но и СССР. Возглавлял его генерал-майор советских Военно-Воздушных сил Джохар Дудаев. Между ОКЧН и официальными властями ЧИАССР во главе с Доку Завгаевым начался конфликт. 8 июня 1991 года ОКЧН объявляет о низложении Верховного Совета ЧИАССР и провозглашает независимую Чеченскую Республику (Нохчи-чо) (ЧРН). В республике фактически сложилось двоевластие.
В ходе августовского путча 1991 года Верховный Совет ЧИАССР, по некоторым данным, поддержал ГКЧП. Вооружённые сторонники ОКЧН 22 августа захватили телецентр, позже — основные административные здания в Грозном (в том числе здание республиканского КГБ). 6 сентября под давлением сторонников ОКЧН Доку Завгаев был вынужден подписать прошение об отставке, а 15 сентября Верховный Совет ЧИАССР самораспустился. Лидеры ОКЧН объявили о переходе верховной власти к ним и отменили действие российских законов и Конституции ЧИАССР.
1 октября 1991 года решением Председателя Временного Высшего Совета ЧИАССР Хусейна Ахмадова Чечено-Ингушская Республика была разделена на независимую Чеченскую Республику (Нохчи-чо) и Ингушскую автономную республику в составе РСФСР. Однако через 4 дня большинство членов ВВС отменило данное решение своего председателя.
27 октября 1991 года на выборах был избран президент самопровозглашённой ЧРН — им стал Председатель Исполкома ОКЧН Джохар Дудаев. 2 ноября 1991 года Съездом народных депутатов РСФСР эти выборы были признаны незаконными.
7 ноября 1991 года Президент РСФСР Борис Ельцин издал Указ о введении чрезвычайного положения в ЧИАССР. В ответ на это Дудаев объявил о введении военного положения и отдал приказ о создании вооружённых отрядов самообороны. На следующий день, 9 ноября в аэропорт Ханкалы приземлились транспортные самолёты с российскими военнослужащими, но они были блокированы вооружёнными дудаевцами. Конфедерация горских народов Кавказа объявила о поддержке Чечни. Российскому правительству пришлось пойти на переговоры с сепаратистами и добиться вывода блокированных в Ханкале военнослужащих. Дислоцированные в Чечне российские войска были выведены, а бо́льшая часть оружия, среди которого — танки и самолёты — была передана сепаратистам.
После вышеперечисленных событий ЧИАССР фактически прекратила своё существование. 4 июня 1992 года Верховным Советом России принимается Закон «Об образовании Ингушской Республики в составе Российской Федерации», по которому Чечено-Ингушетия разделялась на Чечню и Ингушетию. Создание новых республик было внесено на утверждение Съезда народных депутатов Российской Федерации. 10 декабря 1992 года Съезд народных депутатов своим постановлением утвердил образование Чеченской Республики и внёс соответствующую поправку в Конституцию РСФСР 1978 г.: Чечено-Ингушетия была разделена на Ингушетию и Чеченскую Республику (граница между которыми оставалась неутверждённой до сентября 2018 года). Данный закон был опубликован 29 декабря 1992 года в «Российской газете» и вступил в силу 9 января 1993 года по истечении 10 дней со дня официального опубликования.

#### Период фактической независимости. Формирование антидудаевской оппозиции
После провозглашения независимости Чечня стала де-факто независимой республикой, однако она не была признана ни одним государством в мире, включая Россию. Республика имела свои государственные символы — флаг, герб и гимн, а также правительство, парламент, светские суды. Предполагалось создание небольших вооружённых сил и собственной валюты — нахара.
В 1992 году принята новая Конституция, согласно которой Чечня являлась независимым светским государством, а в 1994 году Чеченская Республика (Нохчи-чо) переименована в Чеченскую Республику Ичкерию.
В реальности новая государственная система была крайне неэффективна. Экономика полностью криминализировалась, криминальные структуры делали бизнес на захватах заложников, наркоторговле, хищении нефти, в республике процветала работорговля. Также осуществлялись этнические чистки, приведшие к исходу всего нечеченского (прежде всего, русского) населения из республики.
В 1993—1994 годах начинает формироваться оппозиция режиму Джохара Дудаева. В декабре 1993 года возникает Временный совет Чеченской Республики (ВСЧР), провозгласивший себя единственным легитимным органом власти и ставящий своей целью вооружённое свержение Дудаева. ВСЧР активно поддерживался Россией. В ноябре 1994 года объединённые вооружённые отряды ВСЧР, поддержанные бронетехникой, управляемой завербованными ФСК российскими военнослужащими вошли в Грозный, однако потерпели поражение. Большинство российских военнослужащих попали в плен. Этот неудачный штурм явился прологом к началу широкомасштабного конфликта.

#### Первая чеченская война

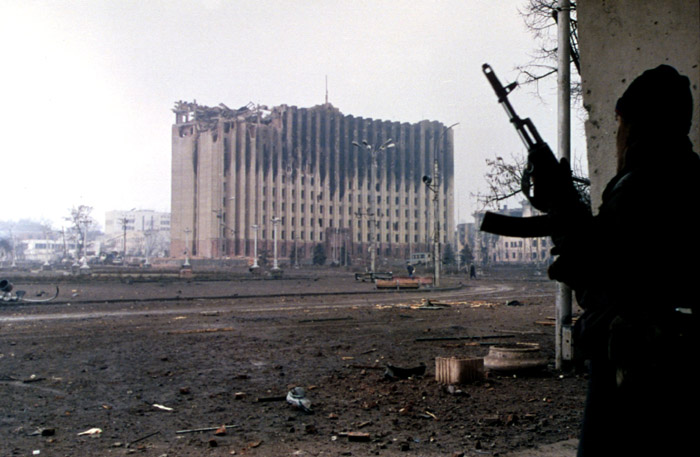
«Президентский дворец» в Грозном, январь 1995 года

После неудачного штурма Грозного силами Временного Совета, 30 ноября 1994 года Президент России Борис Ельцин подписал указ «О мероприятиях по восстановлению конституционности и правопорядка на территории Чеченской Республики», явившийся фактическим началом войны.
11 декабря 1994 года подразделения российских войск вошли в Чечню, наступая с трёх направлений — из Ингушетии, Ставропольского края и Дагестана. Первоначальной целью было взятие столицы Чечни — города Грозного, в котором были сосредоточены основные силы сепаратистов. Штурм начался 31 декабря; в городе завязались ожесточённые уличные бои, в которых обе стороны понесли большие потери. Российские войска окончательно смогли взять город лишь к марту 1995 года. Отряды сепаратистов отступили в южные горные районы республики, где продолжалось активное сопротивление. В Грозном была сформирована пророссийская администрация Чечни во главе с Доку Завгаевым.

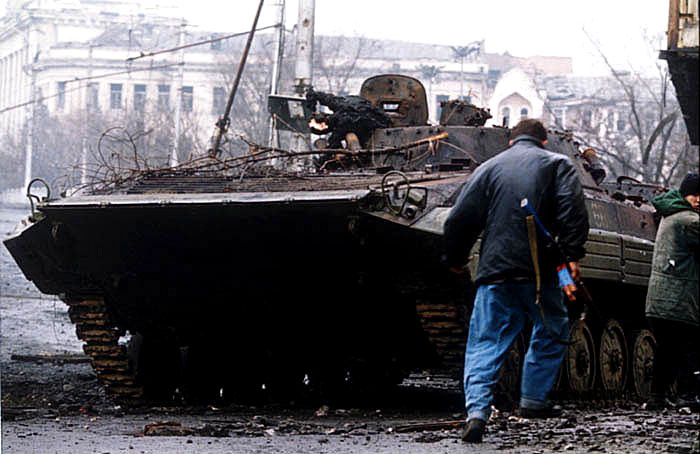
Подбитая российская БМП в Грозном, январь 1995 года

14 июня 1995 года боевики чеченского полевого командира Шамиля Басаева захватили больницу в городе Будённовске (Ставропольский край) с требованием вывести российские войска из Чечни и прекратить войну. В итоге террористы отпустили заложников и беспрепятственно вернулись в Чечню.
9 января 1996 года боевики Салмана Радуева атаковали российский город Кизляр. Первоначально целью террористов была ликвидация вертолётной базы, но затем они выдвинули требования немедленно прекратить войну и вывести российские войска из Чечни. Под прикрытием «живого щита» из заложников боевики выехали из Кизляра в Первомайское, где были блокированы российскими войсками. Начался штурм Первомайского, но боевикам, под покровом ночи, удалось прорваться в Чечню.
21 апреля в районе села чеченского Гехи-Чу ударом авиаракеты был убит Президент ЧРИ Джохар Дудаев.
6 августа подразделения боевиков вошли в Грозный, а также в Аргун и Гудермес. В результате боёв российские войска потеряли контроль над городом и были вынуждены начать переговоры о перемирии.

#### Хасавюртовские соглашения
31 августа 1996 года представителем России — (Александр Лебедь) и представителем Ичкерии (Аслан Масхадов) в городе Хасавюрте были подписаны мирные соглашения, согласно которым российские войска выводились из Чечни, а решение о статусе республики откладывалось на пять лет (до 31 декабря 2001 года). Чечня вновь стала де-факто независимым, но непризнанным государством.

#### Межвоенный кризис
После гибели Дудаева временным исполняющим обязанности Президента стал Зелимхан Яндарбиев. На президентских выборах в январе 1997 года Президентом ЧРИ стал Аслан Масхадов. Однако мира и спокойствия в республике не наступило. Реальная власть принадлежала полевым командирам, поделившими всю республику на зоны влияния, а правительство фактически контролировало лишь город Грозный, превращённый в ходе боевых действий в руины. Разрушенные города и сёла не восстанавливались, экономика по-прежнему оставалась криминализованной. Масхадов попытался навести порядок с помощью введения шариатского правления, но в дальнейшем это вылилось в открытые волнения в Гудермесе, когда шариатский патруль разгромил торгующий алкоголем ларёк. Между тем в республике нарастало влияние ваххабизма, распространяемого наёмниками из арабских стран.

#### Вторая чеченская война
30 сентября 1999 года российские войска после вторжения боевиков в Дагестан вошли в Чечню и заняли равнинные зате́речные районы республики, 18 октября форсировав реку Терек. 17 декабря крупный десант ВДВ был высажен близ чеченского участка Государственной границы России, таким образом, перекрыв сообщение ЧРИ с Грузией.
26 декабря начался новый штурм Грозного. По характеру он значительно отличался от предыдущего штурма 1994—1995 годах — в город не вводилась уязвимая в уличных боях бронетехника; вместо этого применялись массированные артиллерийские и авиационные удары. 30 января 2000 года боевики прорвались из города через минные поля, понеся при этом большие потери, а 6 февраля Грозный был окончательно взят российскими войсками. 22—29 февраля начался бой за райцентр Шатой — последнюю крупную базу сепаратистов. 28 февраля крупный отряд боевиков Хаттаба попытался прорваться через Аргунское ущелье. В бою у высоты 776 двухтысячному отряду боевиков противостояло девяносто российских десантников; в итоге высота была занята боевиками. 7 марта 2000 года отступивший из Грозного отряд боевиков чеченского полевого командира Руслана Гелаева был блокирован в селе Комсомольское. Село было взято российскими войсками, но Гелаеву с частью боевиков всё же удалось уйти в Панкисское ущелье Грузии.
К концу марта 2000 года активная фаза боевых действий завершилась и боевики перешли к тактике партизанской войны, а затем и к тактике наступательной операции.
15 апреля 2009 года режим контртеррористической операции был снят.

### В составе Российской Федерации

#### Администрация Ахмата Кадырова

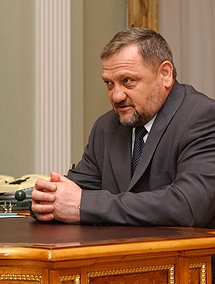
Ахмат Кадыров — первый президент Чеченской Республики

С началом Второй чеченской войны была сформирована пророссийская администрация Чеченской Республики. Возглавил её муфтий Ахмат Кадыров, который, после укоренения ваххабизма в 1997 году в Чечне международными эмиссарами, выступил против нехарактерного для традиционного ислама и менталитета чеченского народа направления, милитаризации республики и торговли людьми. 25 июля 1998 года по его инициативе прошёл Конгресс мусульман Северного Кавказа, участники которого поддержали муфтия Чечни, резко осудив ваххабизм в форме религиозного экстремизма. Активные и последовательные действия А. Кадырова против ваххабизма привели к тому, что данную идеологию не приняло большинство мусульманского населения Чечни. С целью объединения и организации чеченского общества на восстановление и развитие республики, для прекращения военных действий главой временной администрации Чеченской Республики Указом президента России 12 июня 2000 года назначен Кадыров А. А., обладавший необходимым авторитетом среди жителей, старейшин и духовенства, который предложил программу мирного возрождения республики, которую согласовал с Президентом и Правительством России, получив поддержку чеченского сообщества — органов государственной власти, местного самоуправления, лидеров чеченских социальных институтов. Была оказана инициативная поддержка правоохранительным органам со стороны местных сообществ по формированию отрицательного мнения к незаконным вооружённым формированиям, боевикам.
Будем делать, строить, создавать и вести активную борьбу против врагов. Никому пощады не будетА. А. Кадыров
В 2003 году была принята новая Конституция ЧР, согласно которой Чечня являлась субъектом Российской Федерации, ей предшествовало разработка пяти проектов, из которого в итоге составили один, вынесенный на общенациональный референдум 23 марта 2003 года, в котором приняло участие 90 % населения (509 796 человек, 489 257 человек [95,97 %] проголосовало за принятие Конституции), что указывает на полную поддержку населением направления действий А. Кадырова по выходу из политического кризиса правовыми средствами, а также с помощью построения основ государственности в Чеченской Республике. В этом же году состоялись президентские выборы, победу на которых одержал Ахмат Кадыров (кандидатуру поддержали 80,84 % избирателей). 9 мая 2004 года Ахмат Кадыров погиб в городе Грозном в результате террористического акта. Его преемники продолжили программы по восстановлению мирной жизни республики, её экономико-социальной сферы.

#### Президентство Алу Алханова
После гибели в 2004 году Ахмата Кадырова новым президентом Чеченской Республики стал Алу Алханов.

#### Президентство Рамзана Кадырова
В 2007 году, после отставки Алу Алханова, президентом Чечни стал Рамзан Кадыров, сын Ахмата Кадырова, осведомлённый о расстановке политических сил и использующий национальные традиции для восстановления экономическо-социальной сферы республики.
В 2009 году, в связи со стабилизацией обстановки, национальный антитеррористический комитет по поручению президента России внёс изменения в организацию антитеррористической деятельности в Чечне. С 16 апреля 2009 года отменён приказ, объявляющий территорию Чеченской Республики зоной проведения контртеррористической операции, действовавший с октября 1999 года. К этому времени восстановлены города и сёла республики. В некогда разрушенном Грозном восстановлены жилые кварталы, церковь, построены мечети, стадионы, музеи, мемориалы «Аллея Славы» в честь погибших сотрудников МВД по Чеченской Республике в годы второй чеченской войны. В 2010 году построен комплекс высотных зданий (до 45 этажей) «Грозный-сити». Во втором по величине городе республики Гудермесе проведена полная реконструкция и построен комплекс высотных зданий.

## Политико-административное устройство

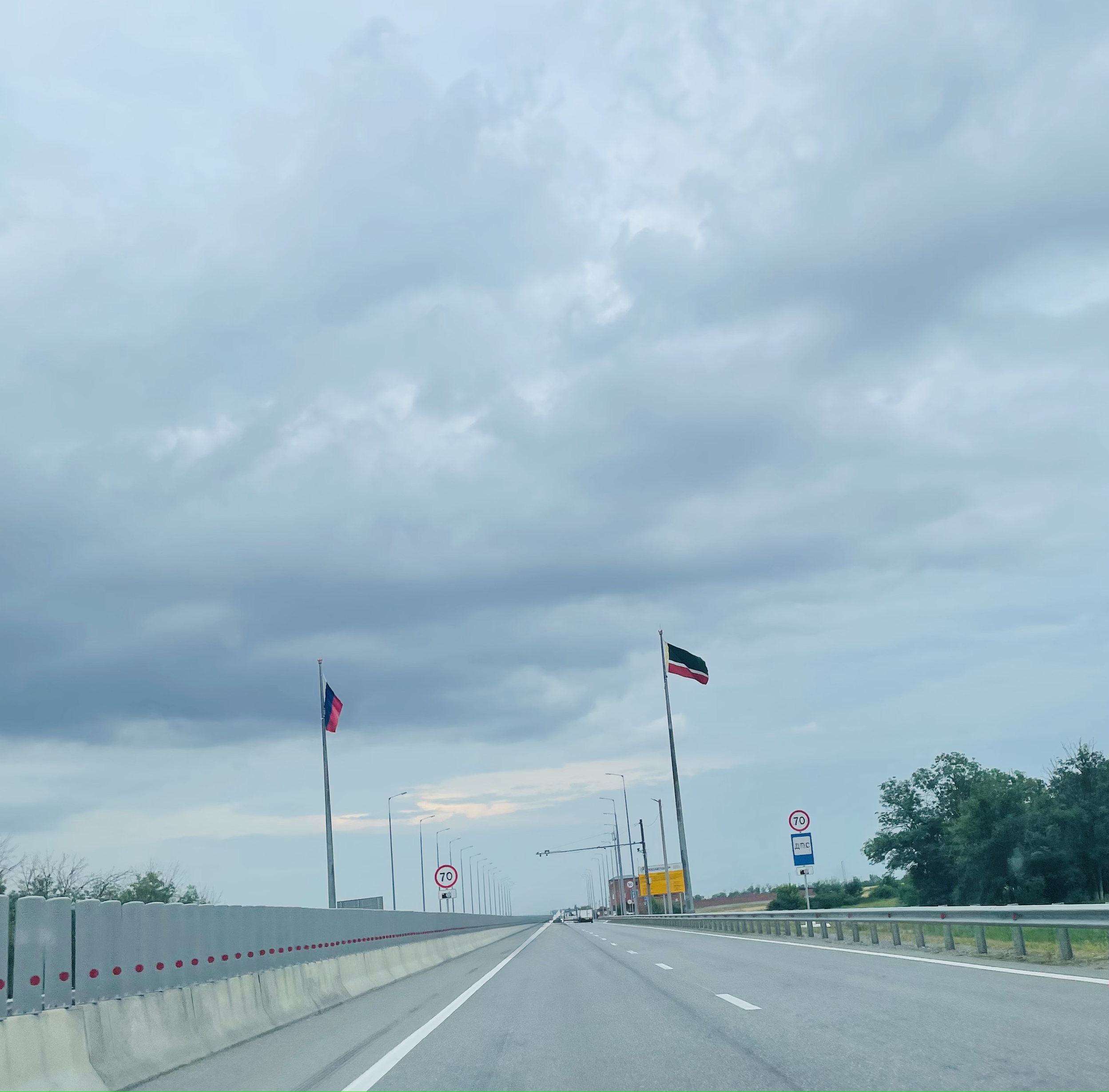
У въезда в Чечню

Чечня является субъектом Российской Федерации и входит в её состав как республика Северо-Кавказского федерального округа. Согласно формулировке Конституции ЧР, Чечня — это демократическое правовое государство в составе Российской Федерации. Государственная власть в Чеченской Республике подразделяется на самостоятельные ветви — законодательную, исполнительную и судебную (ст. 4,5 Конституции Чеченской Республики). Исполнительную власть представляют Глава Чеченской Республики и Правительство, законодательную — Парламент, судебную — суды Чеченской Республики.
31 июля 1995 года Конституционным Судом РФ принято постановление № 10-П по делу о проверке нормативно-правовых актов, связанных с восстановлением конституционной законности и правопорядка на территории Чеченской Республики, которым установлена:

экстраординарная ситуация: отрицалось действие Конституции Российской Федерации и федеральных законов, была разрушена система законных органов власти, созданы регулярные незаконные вооружённые формирования, оснащенные новейшей военной техникой, имели место массовые нарушения прав и свобод граждан.— 
23 марта 2003 года прошёл референдум, на котором принята новая Конституция Чеченской Республики и закон о выборах Президента и Парламента Чеченской Республики.
В октябре 2003 года избран Президент Чеченской Республики, сформировано Правительство, образованы суды, учреждены правоохранительные органы. В августе 2004 года в связи с гибелью Президента избран новый Президент Чеченской Республики. 25 ноября 2005 года избран Парламент Чеченской Республики.

### Глава Республики
Правовой статус и полномочия Главы Чеченской Республики регламентированы главой 5 Конституции Чеченской Республики (статьи 63—77), согласно которой он является высшим должностным лицом, возглавляет исполнительную власть и имеет право возглавить Правительство Чеченской Республики. Входит в систему исполнительной власти, определяет структуру исполнительных органов государственной власти Чеченской Республики, формирует Правительство Чеченской Республики. Глава Чеченской Республики избирается тайным голосованием на основе всеобщего равного и прямого избирательного права сроком на 5 лет. Главой Чеченской Республики может стать гражданин РФ, достигший возраста 30 лет, не имеющий гражданства (вида на жительство или иного документа) иностранного государства и обладающий пассивным избирательным правом в соответствии с Конституцией РФ. Не допускается совмещение должности Главы Чеченской Республики и должности депутата Госдумы Федерального Собрания РФ, члена Совета Федерации Федерального Собрания РФ, судьи, иных государственных должностей РФ, Чеченской Республики и субъекта федерации, а также муниципальных должностей, не может заниматься другой оплачиваемой деятельностью, кроме преподавательской, научной и иной творческой деятельности.
В настоящее время пост Главы Чеченской Республики занимает Рамзан Кадыров.

### Правительство
Формирование и обязанности Правительства Чеченской Республики определены главой 6 Конституции Чеченской Республики. Правительство Чеченской Республики — это постоянно действующий высший исполнительный орган, который обеспечивает исполнение законодательства Российской Федерации, в том числе нормативных правовых актов Чеченской Республики на её территории. Формируется на срок полномочий Главы Чеченской Республики, издаёт постановления и распоряжения, которые обязательны для исполнения на всей территории Чеченской Республики. Состоит из Председателя Правительства Чеченской Республики, первого заместителя Председателя, заместителей Председателя Правительства и министров Правительства Чеченской Республики.
25 мая 2024 г. года должность Председателя Правительства Чеченской Республики занимает Магомед Даудов.

### Парламент
Правовому положению Парламента посвящена глава 5 Конституции ЧР. Парламент однопалатный и является постоянно действующим высшим и единственным законодательным (представительным) органом государственной власти в Чеченской Республике (ст. 78 Конституции Чеченской Республики). В его состав входят 41 депутат, избираемые на 5 лет тайным голосованием на основе прямого избирательного права. Парламент правомочен, если в его состав избрано не менее двух третей от установленного числа депутатов и первая сессия созывается не позднее 15 дней с объявления результатов голосования.
15 мая 2024 года новым Председателем Парламента избран Шаид Жамалдаев.

### Суды
15 марта 2000 года на встрече представителей Чеченской Республики с и. о. Президента РФ В. В. Путиным поставлен вопрос о возобновлении деятельности судов общей юрисдикции на территории Чечни, после чего в конце марта 2000 года на заседании Правительственной комиссии по нормализации общественно-политической ситуации в Чечне рассмотрены вопросы формирования штатов судов общей юрисдикции, финансирования и материально-технического обеспечения, в связи с чем внесены предложения в закон «О федеральном бюджете на 2000 год» о выделении средств на строительство зданий и жилья для судей и сотрудников аппарата.
Однако возрождение судебной власти в Чеченской Республике началось после поручения Президента РФ Путина В. В. от 6 июля 2000 года. Начало создания Конституционного суда Чеченской Республики началось с принятием Конституции Чеченской Республики в 2003 году, содержащей главу 7 о судебной власти, где в части 3 статьи 96 сказано:

На территории Чеченской Республики действуют федеральные суды, Конституционный Суд Чеченской Республики, мировые судьи Чеченской Республики.— Конституция Чеченской Республики
Статья 100 Конституции Чеченской Республики определяет полномочия и функции Конституционного суда Чеченской Республики.
11 ноября 2006 года состоялось первое организованное заседание Конституционного суда Чеченской Республики. Председателем суда с 22 декабря 2016 года является Насуханов Ваха Селимович По состоянию на 1 марта 2016 года Конституционный суд Чеченской Республики за весь период своей деятельности, начиная с 2006 года, вынес всего лишь 1 постановление, при этом на содержание суда в бюджете региона только в 2015 году предусматривалось 35,4 млн руб., что свидетельствует о явной неэффективности суда и необходимости несения достаточно высоких затрат на его содержание.
В настоящее время на территории Чеченской Республики, помимо Конституционного суда Чеченской Республики, действуют Верховный суд Чеченской Республики, Арбитражный суд Чеченской Республики, Грозненский гарнизонный военный суд, 15 судов общей юрисдикции и 66 участков мировых судей.

### Административно-территориальное деление
С XVIII века известно деление исторической Чечни на Большую Чечню (возвышенную) и Малую Чечню (низменную), границей между которыми являлась река Сунжа.
В рамках административно-территориального устройства Чеченская Республика делится на 15 районов и 2 города республиканского значения. Конституцией Чеченской Республики в 2012 году формально выделялись ещё два района (Галанчожский и Чеберлоевский районы), однако они фактически организованы так и не были.
Столицей республики является город Грозный.
Всего в республике 373 населённых пунктов, в том числе 11 городов и 362 сельских населённых пунктов.
В рамках организации местного самоуправления в Чечне были выделены 2 городских округа (включают в себя 7 населённых пунктов) и 15 муниципальных районов; последние из которых в свою очередь имеют 9 городских поселения (в городские поселения входят 4 населённых пункта) и 203 сельских поселений (в сельские поселения входят 355 населённых пунктов).
| №  | район (мун. район) / город респ. значения (городской округ) | Чеченское название         | Административный центр | Площадь км² |
| -- | ----------------------------------------------------------- | -------------------------- | ---------------------- | ----------- |
| 1  | Ачхой-Мартановский район                                    | ТIехьа-Мартанан кӀошт      | Ачхой-Мартан           | 753,2       |
| 2  | Веденский район                                             | Веданан кӀошт              | Ведено                 | 940,2       |
| 3  | Грозненский район                                           | Соьлжа-ГӀалин кӀошт        | Толстой-Юрт            | 1 236,2     |
| 4  | Гудермесский район                                          | Гуьмсан кӀошт              | Гудермес               | 728,2       |
| 5  | Итум-Калинский район                                        | Итон-Кхаьллан кӀошт        | Итум-Кали              | 1245,9      |
| 6  | Курчалоевский район                                         | Курчалойн кӀошт            | Курчалой               | 417,8       |
| 7  | Надтеречный район                                           | Теркан кӀошт               | Знаменское             | 955,4       |
| 8  | Наурский район                                              | Невран кӀошт               | Наурская               | 2 204,3     |
| 9  | Ножай-Юртовский район                                       | Нажи-Юьртан кӀошт          | Ножай-Юрт              | 628,8       |
| 10 | Серноводский район                                          | Эна-Хишкан кІошт           | Серноводская           | 368,5       |
| 11 | Урус-Мартановский район                                     | Хьалха-Мартанан кӀошт      | Урус-Мартан            | 1 138,8     |
| 12 | Шалинский район                                             | Шелан кӀошт                | Шали                   | 598,9       |
| 13 | Шаройский район                                             | Шаройн кӀошт               | Химой                  | 589,3       |
| 14 | Шатойский район                                             | Шуьйтан кӀошт              | Шатой                  | 876,2       |
| 15 | Шелковской район                                            | Шелковскан кӀошт           | Шелковская             | 3000,1      |
|    | Город Грозный                                               | Соьлжа-ГӀалин гуо          | Грозный                | 360,8       |
|    | Город Аргун                                                 | Устрада-ГӀалин гуо         | Аргун                  | 130,2       |
|    | Город Гудермес                                              | Гуьмсе                     | Гудермес               |             |
|    | Город Урус-Мартан                                           | Хьалха-Марта               | Урус-Мартан            | 25,13       |
|    | Город Курчалой                                              | Курчалой-гIала             | Курчалой               | 38,15       |
|    | Город Шали                                                  | Шела                       | Шали                   | 34,038      |
|    | Город Ачхой-Мартан                                          | Іашхой-Марта, ТIехьа-Марта | Ачхой-Мартан           |             |
|    | Город Наур                                                  | Новр-гIала                 | Наурская               |             |
|    | Город Ойсхара                                               | Ойсхар                     | Ойсхара                |             |
|    | Город Серноводск                                            | Эна-Хишка                  | Серноводск             |             |
|    | Город Шелковской                                            | Шелковски                  | Шелковская             |             |

### Историческое деление
| Название                                   | География                                                     | Культурный центр     | Историческое население                                                  | Современная локализация |
| Аух (чечен. Ӏовх)                          | междуречье ср. течения рр. Аксай и Акташ                      | Юрт-Аух ~ Калининаул | общество (тукхум) аккинцев-ауховцев ~ аккинцы, ауховцы                  | Новолакский район, Хасавюртовский район и Казбековский район, Дагестан                                                             |
| Ичкерия (чеч. Нохч-Мохк)                   |                                                               |                      | общество (тукхум) Нохчмахкахой ~ нохчмахкахойцы                         | Веденский, Ножай-Юртовский, Курчалоевский районы Чечни.                                                                            |
| Акка (чеч. Аьккха)                         |                                                               | Акка ×               | тайп Аккий ~ аккинцы                                                    | Ачхой-Мартановский, Галанчожский районы Чечни Сунженский район, Ингушетия                                                          |
| Нашха (чеч.)                               |                                                               | Моцкара ×            | тайп Нашхой                                                             | Ачхой-Мартановский, Галанчожский районы Чечни Сунженский район, Ингушетия                                                          |
| Орстхой-Мохк (чеч. Аьрштхой-Мохк)          | территории по среднему и верхнему течению pр. Асса и Фортанга | Цечу ахкие ×         | общество (тукхум) Орстхой ~ орстхойцы, карабулаки                       | Ачхой-Мартановский, Галанчожский районы Чечни Сунженский район, Ингушетия                                                          |
| Мержа (чеч. Мержа)                         | сёла Дак-бух, Далг-бух, Чуркх-бух.                            | ?                    | тайп Мержой ~ мержойцы                                                  | Ачхой-Мартановский, Галанчожский районы Чечни Сунженский район, Ингушетия                                                          |
| Майста (чеч.)                              | Аргунское ущелья                                              | Майста               | тайп Майстой                                                            | Итум-Калинский район, Чечня |
| Малхиста (чеч. Маьлха-Йиста)               | Аргунское ущелья                                              | Дуоза                | тайп малхистинцы ~ малхистинцы, кисты,                                  | Галанчожский район, Чечня |
| Терлой-мохк (чеч. Тӏерлой-Мохк)            | Аргунское ущелья                                              | Никарой ×            | тайп Терлой ~ терлоевцы, кисты                                          | Галанчожский район, Чечня |
| Чантий (чеч. Чӏаьнта)                      | Аргунское ущелья                                              | Чантий ~ Итум-Кале   | тайп Чантий ~ чантийцы                                                  | Итум-Калинский район, Чечня |
| Чеберлой (чеч. Чӏебарла)                   | нижняя часть Шаро-Аргунское ущелья                            | Макажой              | общество (тукхум) Чеберлой ~ чеберлоевцы                                | Южная часть Веденского района и небольшая часть на границе Шатойского района, Чечня                                                |
| Малая Чечня и Большая Чечня (чеч.Чуьрмохк) | Чеченская равнина                                             | Новые Атаги          | равнинные чеченцы, качкалыки, карабулаки, мичиковцы, сунженские чеченцы | Грозненский, Серноводсткий (Сунженский, Ачхой-Мартановский, Урус-Мартановский, Шалинский, Курчалоевский, Гудермесский районы Чечни |
| Теркйист (чеч. Теркйист)                   | берега течение реки Терек северной Чечни                      | Лаха-Ноьвре          | терские и надтеречные чеченцы, брагунские чеченцы, терские качкалыки    | Надтеречный, Грозненский, Наурский, Шелковский, Гудермесский районы Чечни                                                          |
| Шарой (чеч. Шара)                          | верховья реки Шароаргун                                       | Шарой                | тайп/общество (тукхум) Шарой ~ шаройцы                                  | территории Шаройского района, Чечни                                                                                                |
| Шатой (чеч. Шуьйта)                        | Значительную часть занимает Аргунское ущелье                  | Шатой                | общество (тукхум) Шатой ~ шатойцы                                       | Шатойский район |

## Население
Численность населения республики, по данным Росстата, составляет 1 508 294 человека (2025). Плотность населения — 97,49 чел./км² (2025). Городское население — 
36,65 % (2022).
В городе Грозном проживает 305 901 человек (2020), вторым по численности населения является город Урус-Мартан — 62 702 человека (2020); далее следуют: Гудермес — 55 863 человека, Шали — 55 076 человек, Аргун — 39 275 человек, Курчалой — 26 581 человек (2020).
Возрастная структура населения выглядит следующим образом: 57,0 % жителей республики относится к трудоспособному населению, 35 % — моложе трудоспособного возраста, 8 % — старше трудоспособного возраста.
Абсолютное большинство населения составляют чеченцы (95,3 %), проживают также русские, кумыки, аварцы, ногайцы, ингуши. До депортации чеченцев и последующего их возвращения в северных районах республики русские и русскоязычные (терские казаки) составляли абсолютное большинство населения, в городе Грозном и бассейне Сунжи их количество также было значительно. Довоенное русское и русскоязычное население было вынуждено покинуть территорию Чечни в период правления Джохара Дудаева в 1991—1994 годах, и значительное число погибло в период активных военных действий в 1994—1996 годах. Рамзан Кадыров назвал возрождение многонационального сообщества республики одной из приоритетных задач нового руководства республики.

### Национальный состав
По итогам переписи населения 2020 года, в Чечне проживали следующие национальности (национальности менее 0,1 % и другое см. в сноске к строке «Другие»):
| Национальность | Численность, чел. | Доля     |
| -------------- | ----------------- | -------- |
| Чеченцы        | 1 456 792         | 96,42 %  |
| Русские        | 18 225            | 1,21 %   |
| Кумыки         | 12 184            | 0,81 %   |
| Аварцы         | 4079              | 0,27 %   |
| Ногайцы        | 2819              | 0,19 %   |
| Табасараны     | 1984              | 0,13 %   |
| Другие         | 14 741            | 0,97 %   |
| Итого          | 1 510 824         | 100,00 % |

### Языки
Согласно Конституции Чеченской Республики, государственными языками в республике являются чеченский и русский (ст. 10).

### Религиозный состав

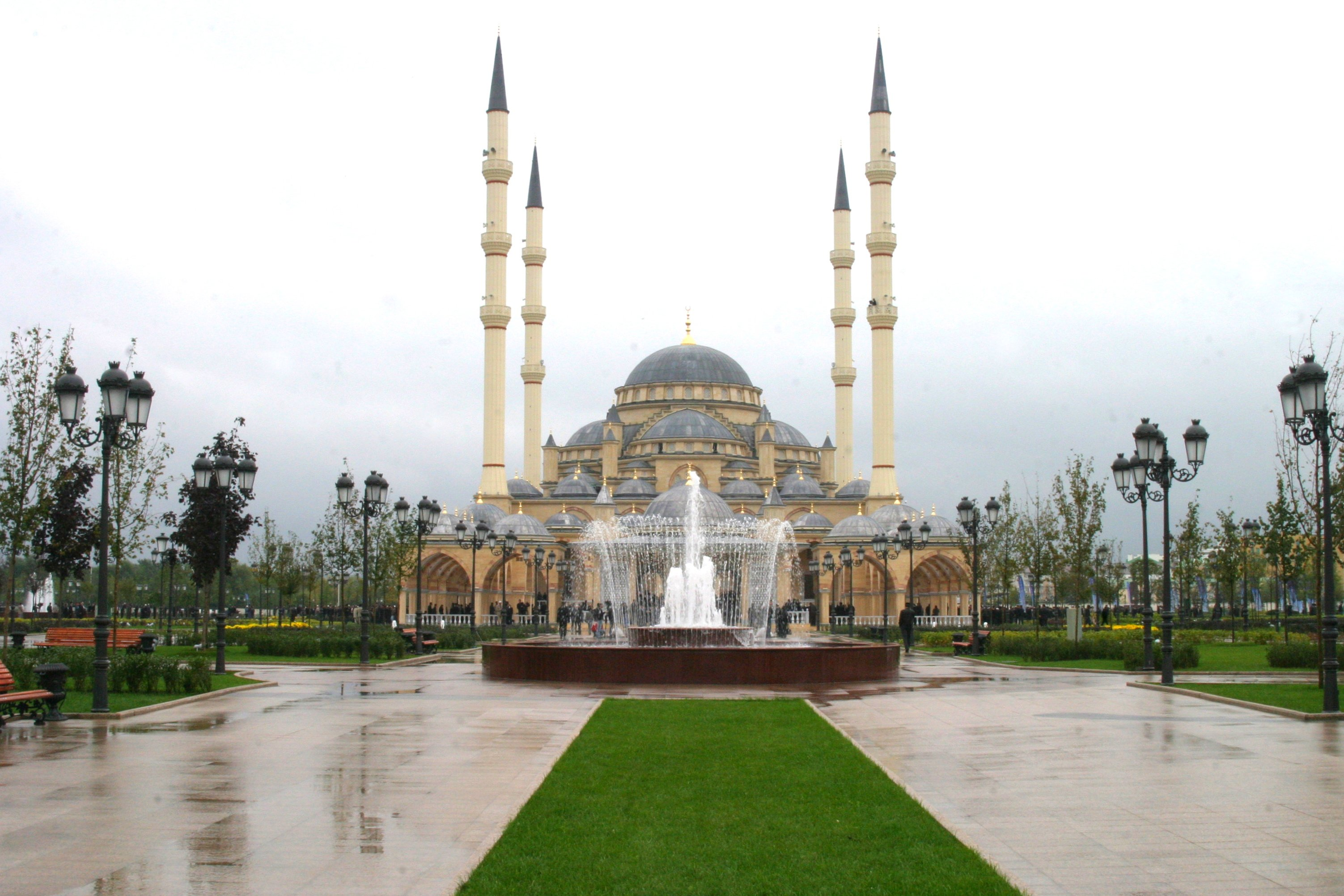
Мечеть «Сердце Чечни»

Господствующая на сегодня религия в республике — ислам суннитского толка (шафиитский мазхаб), оказавший большое духовно-культурное и политическое влияние на многие народы региона. Массовое распространение ислама среди предков чеченцев началось в XIV веке и проходило в основном мирно — посредством миссионерской деятельности из соседнего Дагестана, куда ислам проник ранее, на волне арабских завоеваний. Как и у большинства верующих Северо-Восточного Кавказа, ислам здесь имеет форму суфизма, в Чечне представленного тарикатами кадирийа и накшбандийа. Среди верующих чеченцев также имеется деление на религиозные группы — вирдовые братства (Хаджи-мюридия и другие), общее число которых достигает в Чечне тридцати. Особенности ислама в ЧР: верующие опираются на базовые положения ислама, но при этом следуют суфийским традициям, почитая определённых святых (авлия) из среды исламского духовенства (устазов, шейхов). Большое место отводится устным молитвам, выполняемым обрядам и ритуалам (зикр), паломничеству к святым местам (хадж) и захоронениям (зиярат), религиозному строительству (мечетей, зияратов-мавзолеев, религиозных школ).
Благодаря деятельности нынешнего Правительства и Духовного управления мусульман Чеченской Республики (муфтията) многовековая духовно-культурная традиция активно реанимируется в современных условиях. Фактически началось бурное возрождение традиционного ислама, что проявляется не только в строительстве мечетей и прочего, но и в духовном просвещении населения, особенно молодёжи. Мусульманское духовенство в своих повседневных проповедях призывает к единению, духовному возвышению, осуждают наркоманию и многие другие греховные, с точки зрения ислама, поступки.
В настоящее время в республике действует несколько православных храмов, в том числе храм Михаила Архангела, храм Рождества Христова в станице Наурской, храм святой великомученицы Варвары в станице Шелковской, храм во имя святого благоверного князя Димитрия Донского в пригороде Грозного Ханкале, часовня святого великомученика Георгия в станице Калиновской, храм святого благоверного князя Александра Невского в городе Курчалой. Также в городе Грозном функционирует часовня (напротив здания ФСБ), молитвенная комната в Доме престарелых города Грозного, православный храм в станице Ищёрская. Разрушенные в ходе первой чеченской кампании храмы были восстановлены за последние несколько лет по поручению Главы Чеченской Республики Рамзана Кадырова за счёт средств из Регионального общественного фонда имени первого Президента Чеченской Республики, Героя России Ахмат-Хаджи Кадырова. Руководство Чечни оказывает также финансовую и иную помощь православным республики. Была оказана помощь в паломничестве делегации православной молодёжи из Чеченской Республики по Ставропольскому краю. Также ежегодно оказывается помощь в праздновании Пасхи.
По итогам исследования международной благотворительной христианской организации «Open Doors» за 2012 год, Чеченская Республика занимала 20 место в списке регионов мира, где чаще всего притесняют права христиан.

## Населённые пункты
В республике имеется 11 городов: Грозный, Гудермес, Урус-Мартан, Шали, Аргун, Ачхой-Мартан, Курчалой, Ойсхара, Шелковская, Серноводское, Наурская.
Населённые пункты с численностью населения более 10000 чел.:
| Грозный      | ↗399 286 |
| Гудермес     | ↗66 352  |
| Урус-Мартан  | ↗65 698  |
| Шали         | ↗57 060  |
| Аргун        | ↗43 456  |
| Ачхой-Мартан | ↗31 286  |
| Курчалой     | ↗24 802  |
| Ойсхара      | ↗19 992  |
| Гойты        | ↗19 690  |

| Автуры       | ↗19 004 |
| Бачи-Юрт     | ↗18 016 |
| Цоци-Юрт     | ↗17 556 |
| Гехи         | ↗15 772 |
| Катыр-Юрт    | ↗15 541 |
| Старые Атаги | ↗14 602 |
| Алхан-Кала   | ↗14 574 |
| Знаменское   | ↗13 646 |
| Шелковская   | ↗13 538 |

| Мескер-Юрт   | ↗13 133 |
| Серноводское | ↘12 503 |
| Самашки      | ↗13 079 |
| Герменчук    | ↗12 823 |
| Майртуп      | ↗12 500 |
| Аллерой      | ↗11 949 |
| Гелдагана    | ↗11 553 |
| Наурская     | ↗11 165 |
| Ассиновская  | ↘9504   |

## Официальные символы

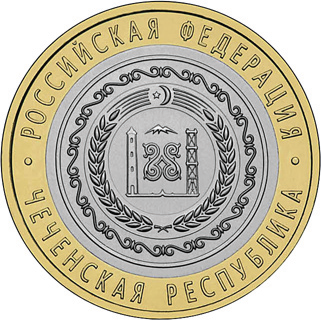
Памятная монета Банка России номиналом 10 рублей (2010)

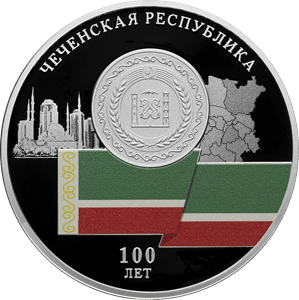
Монета Банка России — 100-летие образования Чеченской Республики

Флаг как официальный символ Чеченской Республики утверждён 3 июня 2008 года и внесён в Государственный геральдический регистр Российской Федерации под № 4282. Представляет собой прямоугольное полотнище с отношением ширины к длине 2:3, состоящее из трёх горизонтальных полос: верхней — зелёного цвета, средней — белого цвета и нижней — красного цвета, соотносящихся как 6:1:4. Вдоль древка — вертикальная полоса белого цвета с чеченским национальным орнаментом жёлтого цвета шириной 1/8 длины полотнища.

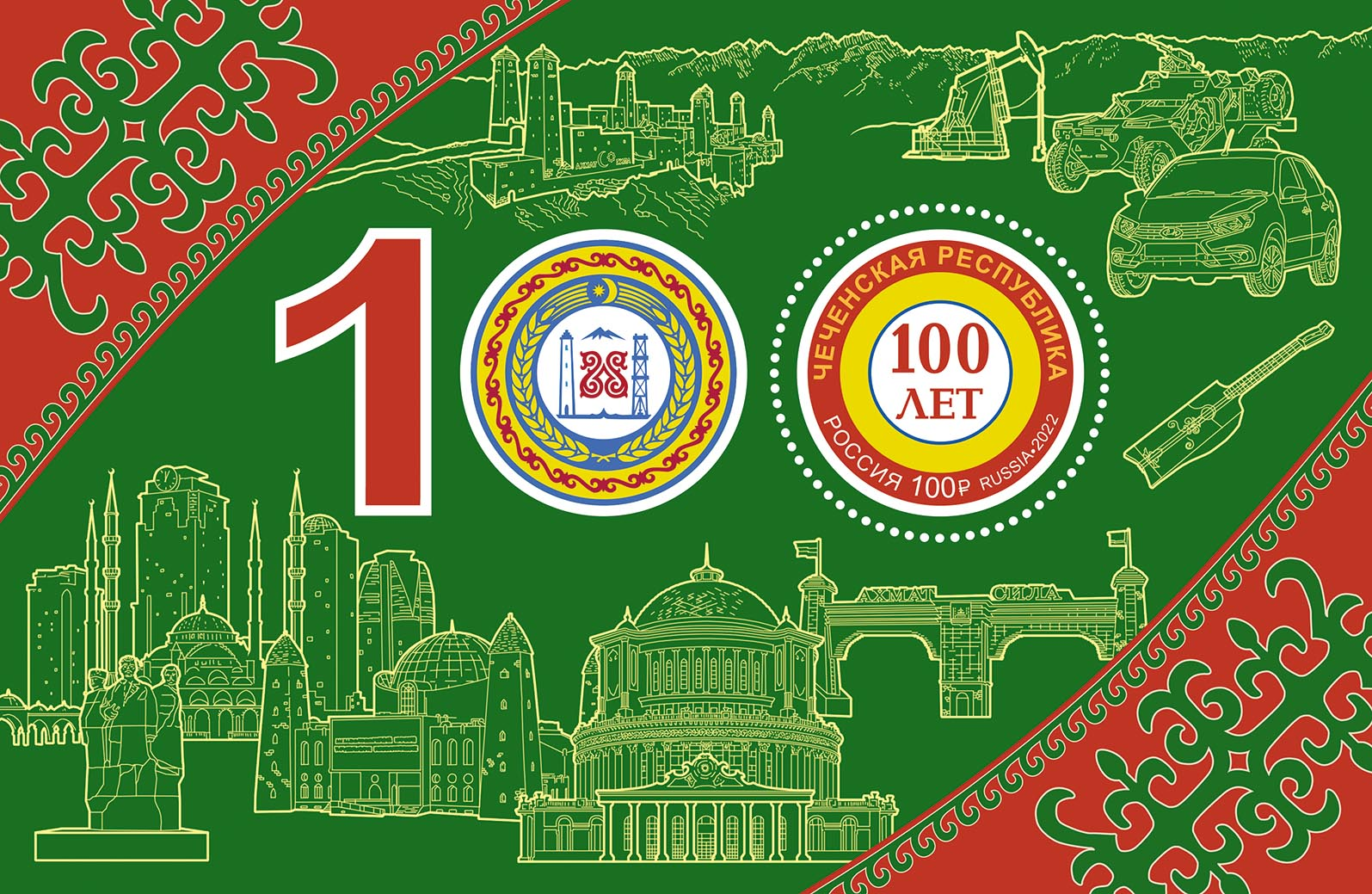
Почтовый блок — 100 лет Чеченской Республике

Герб Чеченской Республики был утвержден 23 марта 2020 года, внесён в Государственный геральдический реестр Российской Федерации под № 4281. Представляет собой белый круг в двухмерной плоскости, внутри которого изображён символ единства, вечности в виде национального чеченского орнамента красного цвета, стилизованных гор, исторической башни чеченцев и нефтяной вышки синего цвета, совместно представляющие собой композиционное решение квадрат в круге. Внутренний круг синего цвета симметрично обрамляют жёлтые колосья пшеницы, что символизирует богатство чеченского народа. Верхнюю часть колосьев венчают полумесяц и звезда жёлтого цвета на синем фоне. На внешнем круге жёлтого цвета изображён красный узор из орнамента в чеченском национальном стиле. Внешняя окантовка герба синего цвета. 18 июня 2013 года в закон о гербе внесены правки, которые касались использования герба на бланках в цветном и одноцветном вариантах, печатях и др.
Гимн как один из государственных символов Чеченской Республики наряду с флагом и гербом утверждён в 2010 году. Музыка написана чеченским композитором Умаром Бексултановым, текст гимна — Х-А. Кадырова.
Штандарт Главы Чеченской Республики был утвержден 23 марта 2020 году Указом № 53 в соответствии со статьёй 63 Конституции Чеченской Республики.

## Экономика
Основные сведения о валовом региональном продукте (ВРП), то есть ВВП для отдельно взятого региона, для всех субъектов Российской Федерации и, в частности, для Чеченской Республики, известны из данных представленных Федеральной службой государственной статистики (Росстат). Также информация по Чечне предоставляется территориальным органом Федеральной службы государственной статистики по Чеченской Республике (Чеченстат). Обе организации имеют официальные сайты, где сведения о ВРП и ВП на душу населения приведены в российских рублях в текущих основных ценах (данные на этих ресурсах представлены по 2016 год включительно). За 2017 год статистические показатели по республике известны согласно информации Министерства экономического, территориального развития и торговли Чеченской Республики:
|      | Валовой региональный продукт (ВРП) (млрд руб. в год) | Место в списке субъектов РФ по ВРП (всего субъектов 89, позже 83 и 85) | Валовый продукт на душу населения (руб. в год) | Место в списке субъектов РФ по ВП на душу населения (всего субъектов 89, позже 83 и 85) |
| 2005 | 22,899 —                                             | ... (из 89)                                                            | 20 038 —                                       | ... (из 89)                                                                             |
| 2006 | 32,344 ↗                                             | ... (из 89)                                                            | 27 831 ↗                                       | ... (из 89)                                                                             |
| 2007 | 48,056 ↗                                             | ... (из 89)                                                            | 40 573 ↗                                       | ... (из 89)                                                                             |
| 2008 | 66,274 ↗                                             | 71 — (из 83)                                                           | 54 742 ↗                                       | 82 — (из 83)                                                                            |
| 2009 | 64,308 ↘                                             | 73 ↘(из 83)                                                            | 51 981 ↘                                       | 82 — (из 83)                                                                            |
| 2010 | 70,695 ↗                                             | 74 ↘(из 83)                                                            | 55 996 ↗                                       | 82 — (из 83)                                                                            |
| 2011 | 86,623 ↗                                             | 73 ↗(из 83)                                                            | 67 221 ↗                                       | 82 — (из 83)                                                                            |
| 2012 | 102,289 ↗                                            | 73 — (из 83)                                                           | 77 877 ↗                                       | 83 ↘(из 83)                                                                             |
| 2013 | 122,403 ↗                                            | 71 ↗(из 83)                                                            | 91 646 ↗                                       | 83 — (из 83)                                                                            |
| 2014 | 148,942 ↗                                            | 69 ↗(из 85)                                                            | 109 649 ↗                                      | 83 ↗(из 85)                                                                             |
| 2015 | 154,401 ↗                                            | 72 ↘(из 85)                                                            | 111 705 ↗                                      | 84 ↘(из 85)                                                                             |
| 2016 | 166,711 ↗                                            | 70 ↗(из 85)                                                            | 118 696 ↗                                      | 84 — (из 85)                                                                            |
| 2017 | 180, 732 ↗                                           | ... (из 85)                                                            | ...                                            | ... (из 85)                                                                             |
| 2018 | ...                                                  | ... (из 85)                                                            | ...                                            | ... (из 85)                                                                             |

Основные сведения о структуре и индексе физического объёма валового регионального продукта (ВРП) по Чеченской Республике по видам экономической деятельности предоставляется территориальным органом Федеральной службы государственной статистики по Чеченской Республике (Чеченстат). В таблице ВРП указан по видам экономической деятельности в основных ценах в миллионах рублей, в скобках индекс физического объёма в процентах к предыдущему году и далее структура физического объёма ВРП в процентах к ВРП всего:
| | 2015 г.      | 2015 г. | 2015 г.   | 2016 г.      | 2016 г. | 2016 г. |
| (млн руб) | (%)          | (%)     | (млн руб) | (%)          | (%)     |         |
| Всего ВРП | 154 401, 405 | (102,9) | 100       | 166 711, 252 | (104,4) | 100     |
| Сельское хозяйство, охота и лесное хозяйство                                                                               | 12 474,029   | (110,9) | 8,1       | 15 084,877   | (109,8) | 9,0     |
| Рыболовство, рыбоводство                                                                                                   | 13,676       | (62,2)  | 0,0       | 10,009       | (66,3)  | 0,0     |
| Добыча полезных ископаемых                                                                                                 | 2 114,343    | (87,9)  | 1,4       | 2 890,384    | (138,1) | 1,7     |
| Обрабатывающие производства                                                                                                | 4 508,438    | (111,8) | 2,9       | 4 112,921    | (87,6)  | 2,5     |
| Производство и распределение электроэнергии, газа и воды                                                                   | 3 433,329    | (124,2) | 2,2       | 3 957,871    | (110,3) | 2,4     |
| Строительство | 22 906,701   | (97,3)  | 14,8      | 26 518,954   | (113,6) | 15,9    |
| Оптовая и розничная торговля; ремонт автотранспортных средств, мотоциклов, бытовых изделий и предметов личного пользования | 27 122,531   | (102,0) | 17,5      | 28 482,455   | (100,8) | 17,2    |
| Гостиницы и рестораны | 5 513,397    | (104,2) | 3,6       | 6 071,066    | (104,6) | 3,6     |
| Транспорт и связь | 8 431,023    | (98,7)  | 5,5       | 9 031,632    | (100,6) | 5,4     |
| Финансовая деятельность | 180,494      | (83,0)  | 0,1       | 185,791      | (96,4)  | 0,1     |
| Операции с недвижимым имуществом, аренда и предоставление услуг                                                            | 7 342,640    | (107,7) | 4,8       | 7 987,681    | (107,5) | 4,8     |
| Государственное управление и обеспечение военной безопасности; обязательное социальное страхование                         | 26 574,180   | (100,7) | 17,2      | 27 483,493   | (101,1) | 16,5    |
| Образование | 18 232,589   | (111,7) | 11,8      | 19 105,515   | (104,3) | 11,5    |
| Здравоохранение и предоставление социальных услуг                                                                          | 12 607,200   | (101,1) | 8,2       | 12 851,265   | (98,1)  | 7,7     |
| Предоставление прочих коммунальных, социальных и персональных услуг                                                        | 2 925,522    | (99,2)  | 1,9       | 2 911,764    | (96,3)  | 1,7     |
| Деятельность домашних хозяйств                                                                                             | 21,314       | (100,0) | 0,0       | 25,576       | (104,3) | 0,0     |

Место Чеченской Республики в экономике РФ определяется её уникальным природно-ресурсным комплексом: климатом, разнообразием видов сельского хозяйства, запасами сырья, лесными и другими ресурсами. Геоэкономическое положение, увеличивающиеся трудовые ресурсы, традиции трудовой деятельности позволяют утверждать о подготовленности республики к социально-экономической модернизации, основанной на инвестициях и инновациях. В становлении экономики региона важную роль сыграл административный ресурс главы республики Р. А. Кадырова, действия которого заключаются в организации долгосрочной системы взаимодействия бизнеса и власти. По его поручению установлены основные объекты промышленного развития: ресурсно-сырьевая база проектов нефтепереработки и нефтедобычи, лесной фонд и деревообрабатывающая промышленность, агропромышленный, строительный и туристический комплексы.
Потенциал природных ресурсов, факторов и условий Чеченской Республики делает возможным планировать деятельность предприятий на десятилетия вперёд, что позволяет четко формулировать условия предложений по развитию в том числе за счёт строительства новых и модернизации и расширения имеющихся предприятий.
В соответствии с поручением Президента РФ по итогам заседания Государственного совета РФ от 21 июля 2006 года на период до 2020 года подготовлен план социально-экономического развития Чеченской Республики. Данный документ призван обеспечить долговременное и продуктивное развитие республики, отвечающее интересам населения.
Величина прожиточного минимума в среднем на душу населения по состоянию на II квартал 2017 года составляет 9693 рубля, в том числе для пенсионеров 8138 рублей, для детей 9650 рублей.

### Бюджет
На 2018 год бюджет Чеченской Республики запланирован по доходам на 57 614 769,4 тысяч рублей, по расходам на 66 166 266,4 тысяч рублей.
Государственный долг Чеченской Республики на 1 октября 2017 года составил 4 171, 1 млн рублей.
В 2015 году доходы бюджета Чеченской Республики составили 73 682,2 млн рублей, в том числе налоговые и неналоговые доходы 12 627 млн рублей. Задолженность по налогам и сборам в бюджетную систему РФ составляет за 2015 год 2096 млн рублей.
Направления расходов в 2015 году:
| Направление                                                 | 2015 год — сумма, тыс. руб. |
| ----------------------------------------------------------- | --------------------------- |
| Общегосударственные вопросы                                 | 3 477 446,9                 |
| Национальная оборона                                        | 15 263,2                    |
| Национальная безопасность и правоохранительная деятельность | 176 073,6                   |
| Национальная экономика                                      | 4 026 326,4                 |
| Жилищно-коммунальное хозяйство                              | 1 169 598,03                |
| Охрана окружающей среды                                     | 62 054,9                    |
| Образование                                                 | 15 781 716,8                |
| Культура, кинематография                                    | 1 245 706,02                |
| Здравоохранение                                             | 7 515 836,15                |
| Социальная политика                                         | 9 292 336,8                 |
| Физическая культура и спорт                                 | 901 478,01                  |
| Средства массовой информации                                | 354 798,16                  |
| Обслуживание государственного и муниципального долга        | 6 207,08                    |
| Топливно-энергетический комплекс                            | 20 517,6                    |

Источники доходов краевого бюджета в 2015 году:
| Источник                                                          | 2015 год — сумма, тыс. руб. |
| ----------------------------------------------------------------- | --------------------------- |
| Налоговые и неналоговые доходы                                    | 8 530 252,4                 |
| Безвозмездные поступления от других бюджетов бюджетной системы РФ | 40 320 140,4                |

Бюджет Чеченской Республики по уровню дотаций находится на 33 месте, данный результат меньше на 0,5 % по сравнению с предыдущим периодом. По оценке главы республики Р. Кадырова на 2022 год, «Клянусь, мы не сможем продержаться и трёх месяцев. Даже месяц не сможем… Без России мы не выживем».

### Сельское хозяйство
Ещё авторы Российской империи называли Чечню «чрезвычайно плодородной», выделяя главными занятиями населения на этой территории скотоводство, пчеловодство, охоту и хлебопашество. Сегодня основу сельского хозяйство Чеченской Республики составляет производство винограда и овощей, выращивание и обработка зерновых культур; животноводство представлено тонкорунным овцеводством, птицеводством, разведением крупного рогатого скота.
В сельскохозяйственных организациях республики по предварительным данным на 1 октября 2017 года зерновые культуры скошены и обмолочены на площади 92,9 тыс. гектаров, что на 40,7 % больше по сравнению с прошлым годом.
Индекс производства продукции сельского хозяйства в хозяйствах всех категорий на II квартал 2017 года в сопоставимых ценах в % к соответствующему периоду предыдущего года составляет 105,2 %.
В сентябре 2013 года подписан договор, согласно которому израильская компания LR-Group в сотрудничестве с российской «Амбика-Агро» построит молочный комплекс, включающий в себя две фермы на 1200 и 2400 дойных коров. Израильтяне также создадут учебный центр по подготовке специалистов, которые будут обслуживать фермерское хозяйство.

### Торговля и сфера услуг
Оборот розничной торговли составил 152 437,5 млн рублей (в 2014 году 146 703 млн рублей). По уровню оборота розничной торговли на душу населения находится на 78 месте в Российской Федерации (в 2014 г. на 80 месте). Объём инвестиций в основной капитал собственных средств составляет 45,3 %, привлечённых — 54,7 %. Сальдированный финансовый результат (прибыль минус убыток) деятельности организаций составил − 11 059 млн рублей. Объём поступивших в экономику Чеченской Республики финансовых вложений составил 372 млн рублей, сальдо прямых иностранных инвестиций, по данным Центрального Банка России, в 2015 году составило 127 млн долл. США, в 2016 не поступало.
Внешнеторговый оборот республики составил 16,7 млн долл. США, в том числе экспорт — 1,8 млн долл. США (в 9,9 раз выше уровня 2014 года), импорт — 14,9 млн долл. США и 42,8 % соответственно.

### Промышленность
Промышленность в Чечне в значительной степени после военных действий до сих не восстановлена. До войн имевшая ведущее место в экономике Чечни, промышленность в Чечне включала в себя три крупных нефтеперерабатывающих завода, нефтехимические и машиностроительные заводы. Также значительную долю имели пищевая и легкая промышленность.
Индекс промышленного производства в 2016 году (в % к предыдущему году) составляет 100,8 %.
Нефтегазоперерабатывающая промышленность Чеченской Республики является одной из старейших в мире: в 1887 году в Грозном построен первый Нефтеперерабатывающий завод. Добываемые на территории РФ ресурсы углеводородного сырья являются федеральной собственностью. На 1 сентября 2012 года в Чеченской Республике разрабатываются 14 нефтяных месторождений, при этом разведываются 8, не разрабатывается 14. Имеется 1 нефтегазоконденсатное месторождение.

### Энергетика
Согласно исследованиям главным сдерживающим развитие экономики Республики фактором является отсутствие собственных генерирующих мощностей, ввиду чего энергоснабжение осуществляется за счёт перетоков из соседних регионов, а также приобретаемой электроэнергии у гарантирующего поставщика. Все это оказывает негативное влияние на тарифы конечных потребителей. Для решения указанных проблем принята Программа Чеченской Республики «Развитие промышленности, энергетики и повышение энергоэффективности в Чеченской Республике».
За 2020 год в Чечне был потреблено 2904 млн кВт⋅час электроэнергии (из них произведено в самой республике 1315,7 млн кВт⋅час; получено из пределов РФ 2440,6 млн кВт⋅час).
В республике главным генерирующим энергию предприятием является Грозненская ТЭС, реконструированная и введенная в строй в 2018 году.

### Туризм

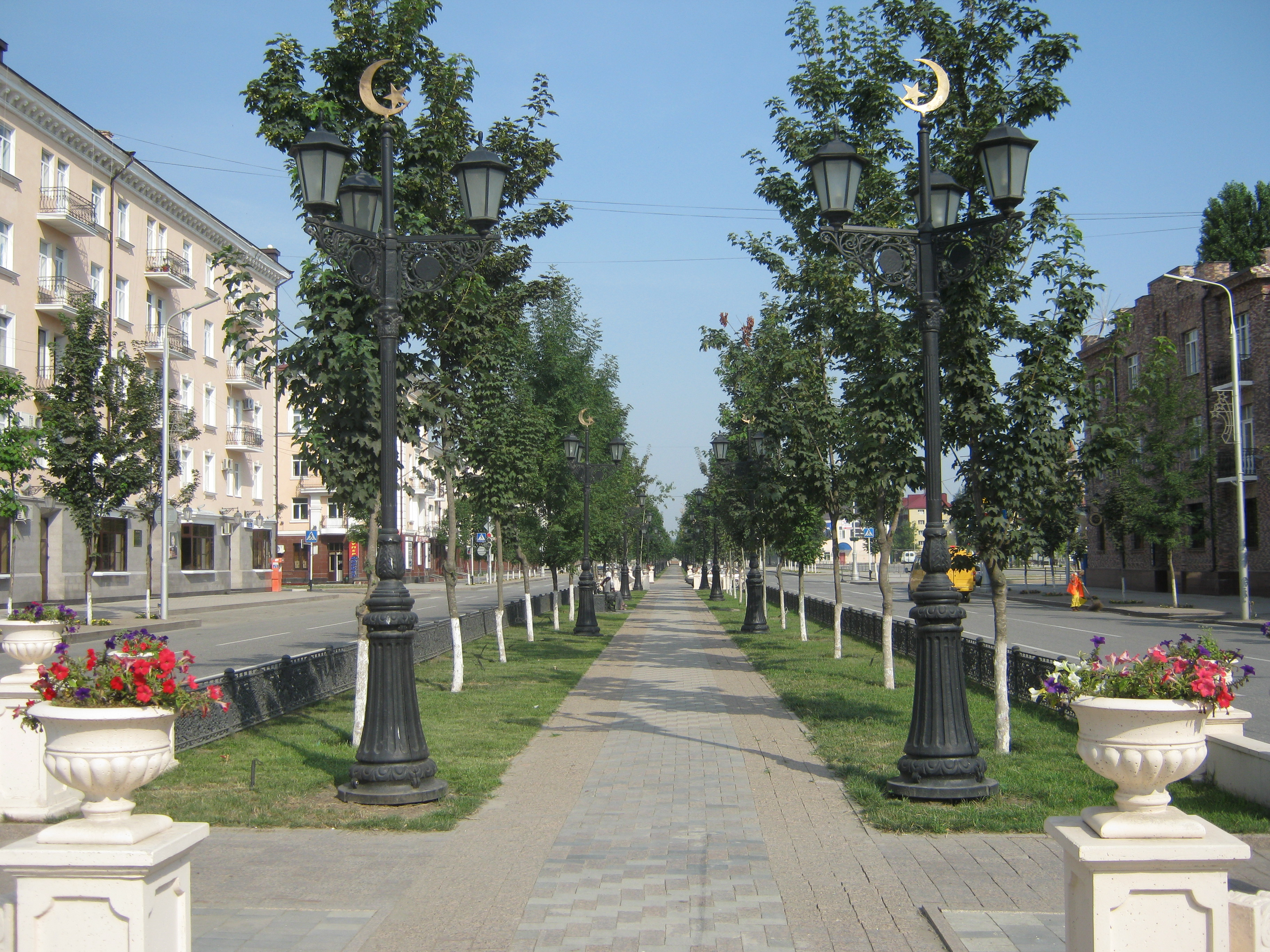
Проспект В. В. Путина.

Чеченская Республика имеет возможность предоставления почти всех видов туризма: культурно-познавательных, лечебно-оздоровительных, экстремальных, спортивных и прочих. Имеется много целебных источников: в Гудермесском (Брагуны, Мелч-Хи), Грозненском (Горячеводск), Шатойском (Зонах) и других районах (наиболее эффективно используется источник в районе Серноводска на курорте Серноводск-Кавказский, восстановленный в 2013 году). Множество памятников природы — водопадов, таких как Аргунские, Аксайские, Гехинские, Башенкалинский комплекс, включающий в себя три водопада: Башенкалинский, «Девичьи слёзы» и Вашиндаройский, Нихалойские, Хулхулойские, Харачойский. В живописной горной зоне разработано около 20 эколого-туристических маршрутов на территории бассейнов рек Чанты-Аргун, Шарой-Аргун, Гехи, Рошня, Хулхулау, Фортанга, Ансалта и Гумс. Здесь в слабо изменённой и почти дикой природе можно увидеть древние историко-архитектурные памятники, связанные с историей «вайнахских» племен Северного Кавказа. Для привлечения туристов планируются такие мероприятия, как строительство ипподрома в селе Бердыкель с целью развития конного спорта.
В республике имеются Национальный музей Чеченской Республики, Литературный музей М. Ю. Лермонтова в с. Парабоч, Литературно-этнографический музей Л. Н. Толстого в станице Старогладовская, историко-этнографический музей под открытым небом «Донди-юрт» в г. Урус-Мартан, Краеведческий музей имени Х. Исаева в средневековом замковом комплексе Пхакоч.

#### Туризм в столице
Привлекательны для туристов такие достопримечательности, как крупнейшие мечети Европы «Сердце Чечни», православный храм Михаила Архангела конца XIX века; комплекс высотных зданий «Грозный-Сити» со смотровой площадкой над 29-м этажом в Бизнес-Центре; светомузыкальный фонтан, по форме напоминающий традиционный чеченский орнамент в спортивно-туристическом комплексе «Грозненское море», расположенный вокруг Грозненского моря и другие. Рядом с водохранилищем расположен дендропарк. В центре Грозного находятся Национальный музей Чеченской Республики, Государственный театрально-концертный зал, Проспект Владимира Путина — главная улица, Мемориальный комплекс Славы имени Ахмата Кадырова и Музей Ахмат-Хаджи Кадырова — главная достопримечательность комплекса, уникальная галерея Илеса Татаева в частном особняке, представляющая скульптуры из капа. Прекрасный вид на город открывается из ресторана «Купол», который находится на 32-м этаже пятизвездочного отеля «Грозный» в одном из небоскрёбов Грозный-Сити. Строится 435-метровый многофункциональный комплекс Ахмат-тауэр в стиле средневековой чеченской сторожевой башни, а также торгово-развлекательного центр «Грозный-Молл», планируемый как самый большой на юге России и соединённый пешеходным мостом-галереей с Ахмат-тауэр

#### Аргунское ущелье
Аргунское ущелье Итум-Калинского района — историко-архитектурный музей под открытым небом с более чем 600 памятниками истории и архитектуры древнего вайнахского края, включающий Аргунский государственный историко-архитектурный и природный музей-заповедник. Идут восстановительные работы курортно-оздоровительной зоны всесезонного статуса «Ведучи», расположенной на территории ущелья. Данный проект является самым крупным из программы развития. В г. Аргун находится «Сердце Матери». В верховьях Аргуна находится некрополь «Мёртвый город» — Цой-Педе («Поселение божества»), расположенный в исторической области Мелхиста («Страна Солнца»).

#### Озеро Кезеной-Ам
В 2015 году открылся туристско-рекреационный кластер «Кезеной-Ам», расположенный на юге Чеченской Республики. Для всех желающих имеется зиплайн, соединяющий два берега озера.

## Образование
В Чечне действуют пять вузов. Четыре в Грозном:
- Грозненский государственный нефтяной технический университет;
- Чеченский государственный университет;
- Чеченский государственный педагогический университет.
- Российский Исламский университет им. Кунта-Хаджи.

Ещё один, старейший духовный вуз на Северном Кавказе, расположен в г. Курчалой:
- Курчалоевский исламский институт им. Ахмата-Хаджи Кадырова.

Чечня с 1 апреля 2010 года участвует в проведении эксперимента по преподаванию курса «Основы религиозных культур и светской этики» (включает «Основы православной культуры», «Основы исламской культуры», «Основы буддийской культуры», «Основы иудейской культуры», «Основы мировых религиозных культур», и «Основы светской этики»).
1 сентября 2015 в Грозном открылся новый современный образовательный центр общей площадью 15000 квадратных метров, включающих пять корпусов: два учебных, учительский, спортивный и столовая.
Учреждения среднего профессионального образования Чеченской Республики представлены техникумами/колледжами энергетики, пищевой индустрии, медицинским, культуры и искусства, педагогическим, автотранспортным и другими.

## Культура

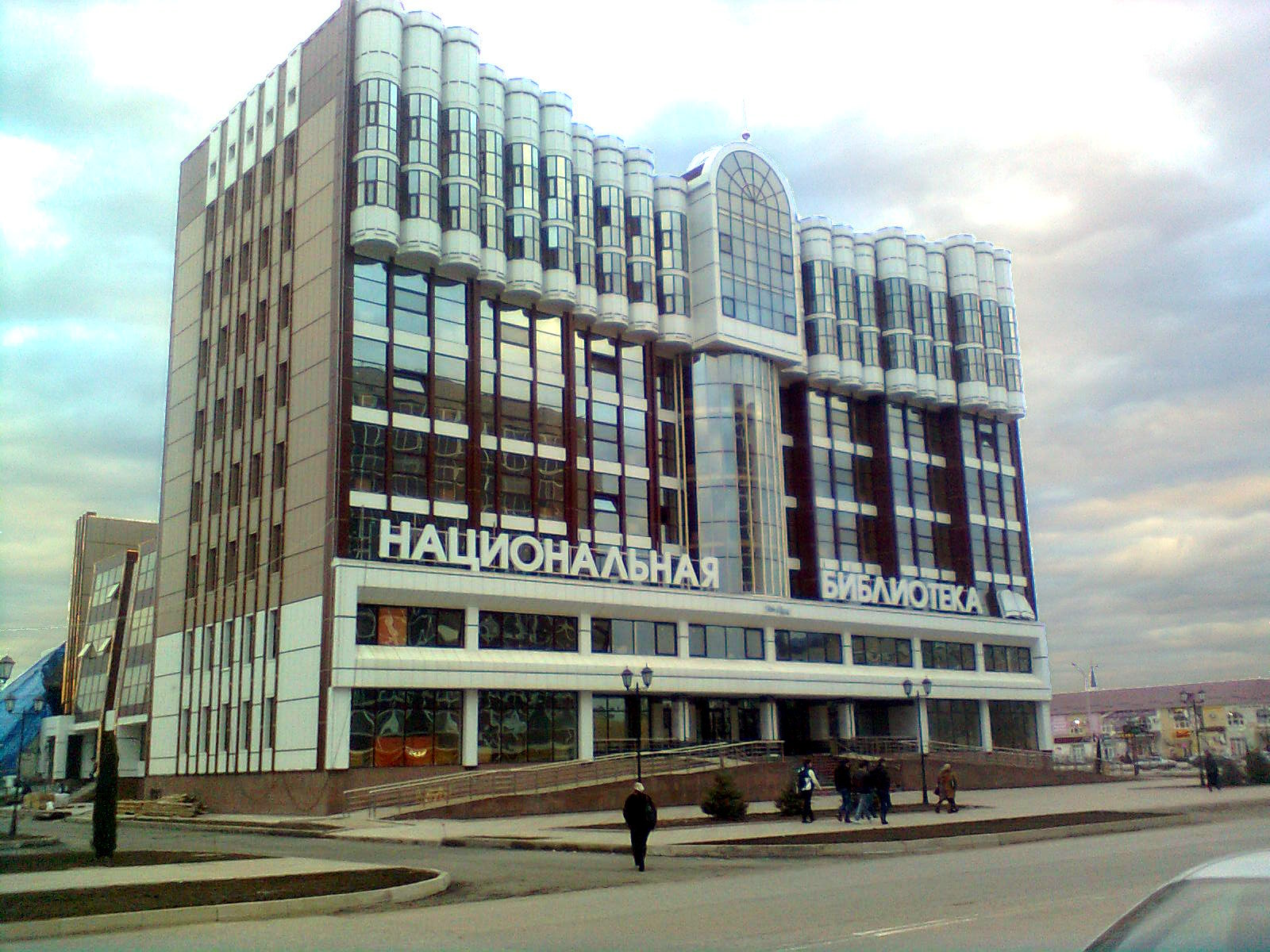
Национальная библиотека Чеченской Республики.

Культура Чечни отличается этническим своеобразием, на которое повлияло как географическое положение, так и этнокультурное окружение. Чеченский фольклор представлен следующими жанрами: мифология, героический эпос, сказки, легенды, песни (обрядовые, трудовые, колыбельные и др.), пословицы, детский фольклор, религиозный фольклор (хадисы, назмы), творчество жухургов и тюлликов. Мифология чеченского народа сохранилась фрагментарно.

### Музыкально-хореографическая

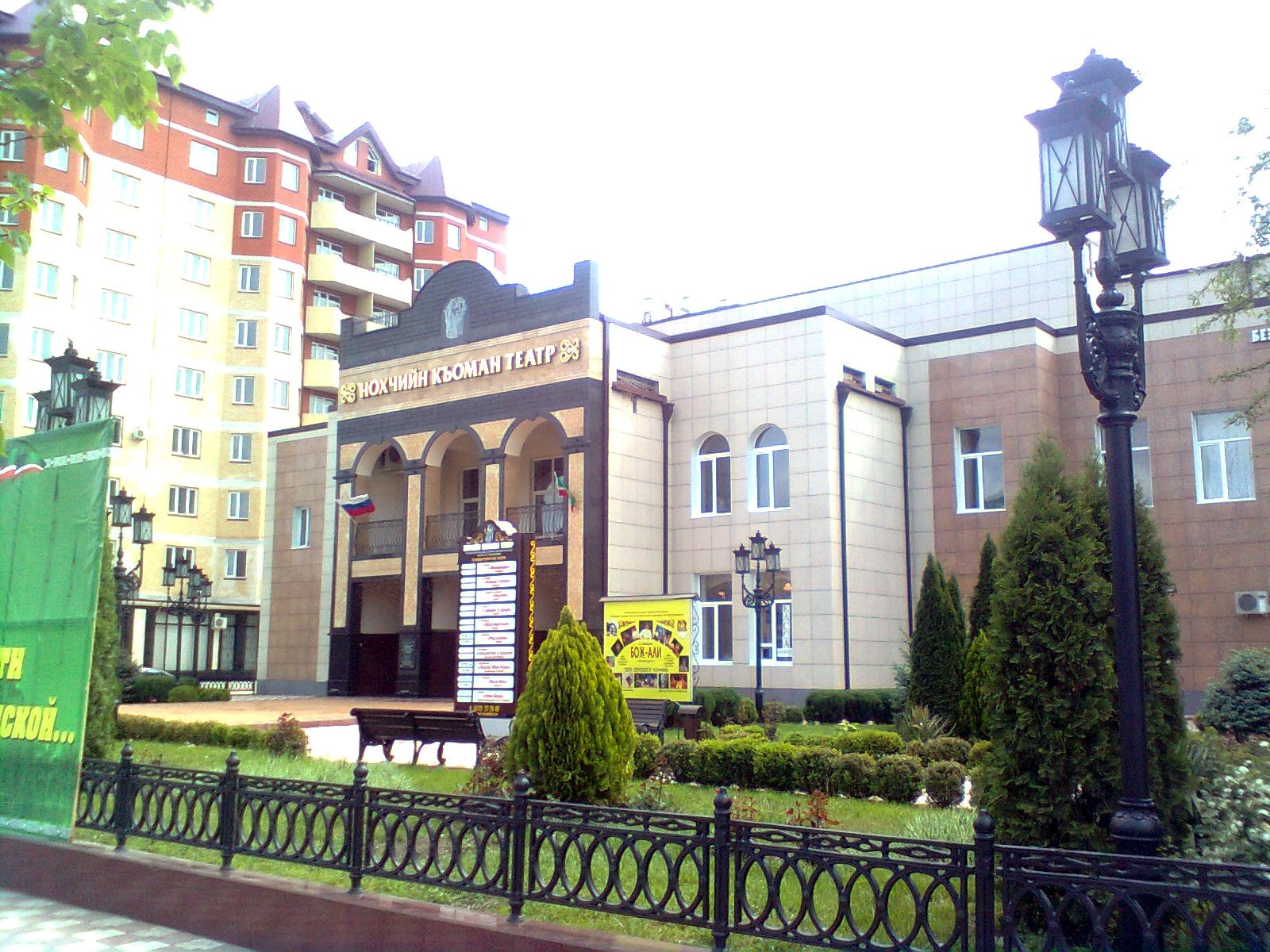
Чеченский государственный театр юного зрителя.

Несмотря на традиции народной драмы (театр джухургов и театр тюлликов), театральные коллективы в Чечне появляются в 1920-х годах. Тогда же и создаются первые национальные пьесы: «Мюрид» С. Шадиева и М. Гайсанова, «Закон отцов» Исы Эльдарханова и Саида Бадуева, «Алибек-Хаджи Зандакский» Данилбека Шерипова и другие.
Чеченская музыкальная культура подразделяется на:
- Инструментальная программная музыка (чечен. ладугӏа йиш)
- Маршевая музыка (чечен. дошлойн йиш)
- Танцевальная (чечен. хелхар йиш)
- Песенная (чечен. йиш и чечен. илли)

Исполнялась струнными, смычковыми, духовыми и ударными инструментами, в XIX веке к ним добавились гармоника, баян и аккордеон. В качестве характерных отличий чеченской музыки отмечают, например, окончание народных песен квартой, постепенное секвенцеобразное построение в нисходящем движении, смену триолей и дуолей, прохождение основной мелодии в среднем голосе при трёхголосном изложении песни. Многие народные песни начинаются восходящим скачком на септиму, для них же характерна остановка на одном из звуков мелодии в начале песни.
Представителем хореографической культуры является государственный ансамбль национального танца «Вайнах», основанный в 1939 году, обладатель гран-при международных фестивалей (Турции в 1998 году, Италии в 1999 году, во Франции в 2002 и 2007 годах, Италии и Испании в 2003 году, и др.), а также Республиканский детский ансамбль песни и танца «Башлам» имени Хасана Алиева, основанный в 1967 году, участник и лауреат российских и международных конкурсов, обладатель множества гран-при международных фестивалей.
Театры
- Чеченский драматический театр имени Ханпаши Нурадилова;
- Грозненский русский драматический театр имени М. Ю. Лермонтова;
- Чеченский государственный театр юного зрителя;
- Чеченский государственный молодёжный театр «Серло».

Все театры располагаются в Грозном.
- Государственный симфонический оркестр Чеченской Республики;
- Чеченская государственная филармония;

### Музеи

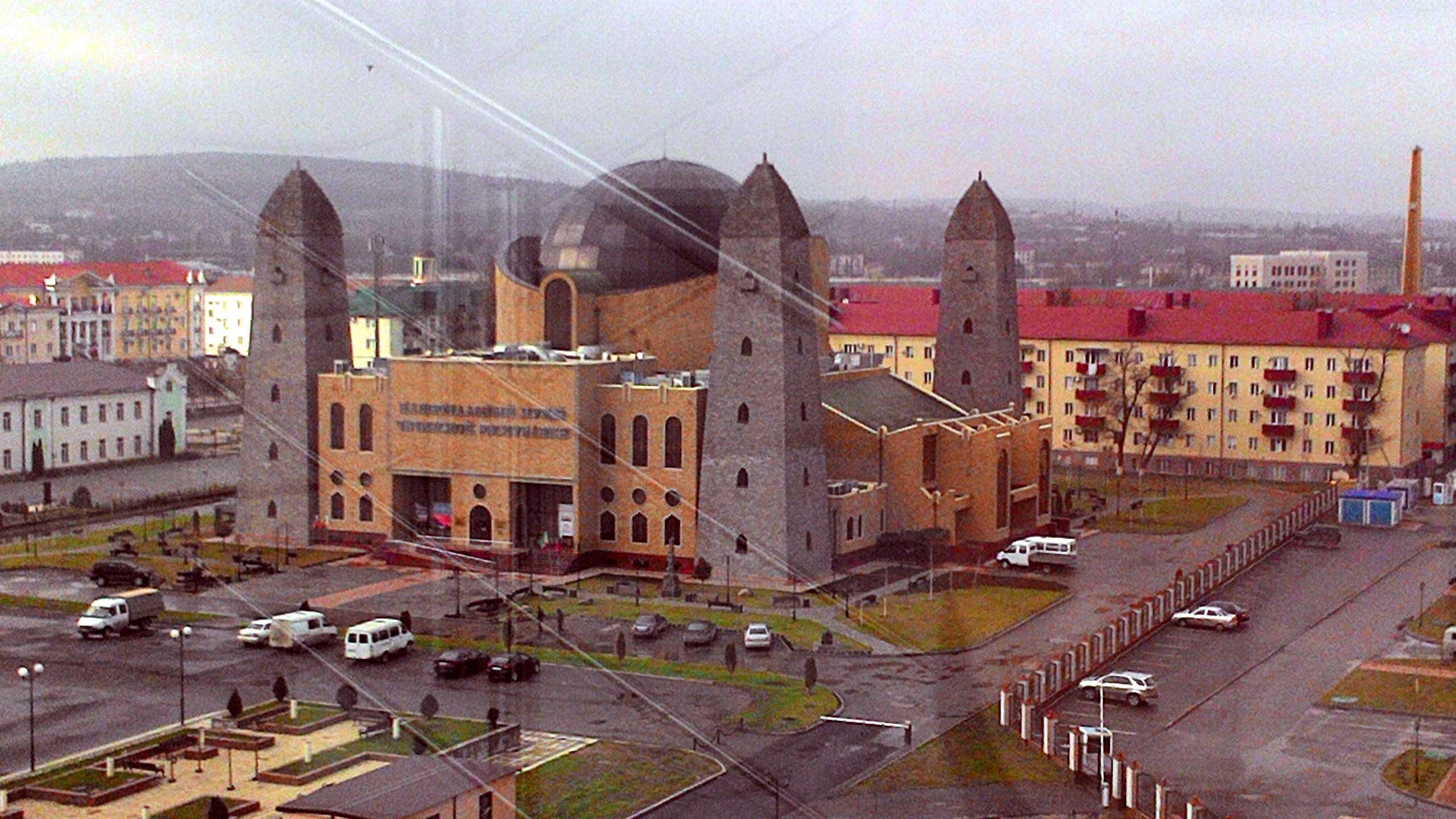
Национальный музей Чеченской Республики

Музейное дело получило развитие в Чеченской Республике с открытия в 1924 году Национального музея Чеченской Республики в Грозном. В 1961 году открылся музей изобразительных искусств имени Петра Захарова. К концу XX века музеи Чеченской Республики считались крупнейшими на Северном Кавказе.
- Национальный музей Чеченской Республики;
- Государственная галерея им. Ахмата-Хаджи Кадырова;
- Литературно-мемориальный музей А. Айдамирова в с. Мескеты (филиал Национального музея ЧР);
- Аргунский музей-заповедник;
- Литературно-этнографический музей Л. Н. Толстого (станица Старогладовская);
- Литературный Музей Лермонтова (филиал Национального музея ЧР);
- Литературно-мемориальный музей Арби Мамакаева в с. Надтеречное (филиал Национального музея ЧР);
- Краеведческий музей имени Х. Исаева (Итум-Калинский район);
- Историко-этнографический музей под открытым небом «Донди-юрт» (г. Урус-Мартан);
- Махкетинский краеведческий музей (филиал Национального музея ЧР);
- Музей им. А.-Х. Кадырова;
- Галерея Илеса Татаева[118][171].

### Факты
В ноябре 2018 года Чечня возглавила рейтинг самых «трезвых» регионов России.
27 ноября 2020 года, на заседании в честь 15-летия Парламента Чеченской Республики, Глава Республики — Рамзан Кадыров, сообщил о восстановлении и возвращении в республику 4 высших наград Советского союза: орден Ленина (1965), орден трудового Красного знамени (1982), орден Октябрьской революции (1972) и орден Дружбы народов (1972). Они были утеряны во время двух военных компаний на территории Чеченской Республики. Удостоверения к найденным орденам подписал лично президент Российской Федерации — Владимир Путин. В настоящее время все награды прикреплены к ленте красного знамени, которое хранится в Национальном музее Чеченской Республики.
В 1965 году ЧИАССР награждена орденом Ленина (высшей наградой СССР) за исключительные заслуги перед государством: в производстве, науке, здравоохранении и других жизненно важных сферах.